# Aimee Semple McPherson

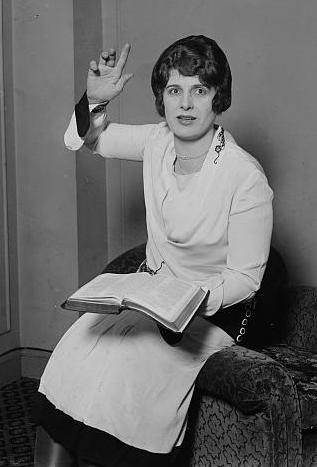
Aimee Semple McPherson (1927)

Aimee Elizabeth Semple McPherson, geboren als Aimee Elizabeth Kennedy, auch Sister Aimee (* 9. Oktober 1890 in Salford, Ontario, Kanada; † 27. September 1944 in Oakland, Kalifornien, USA) war eine kanadisch-amerikanische Evangelistin in den 1920er und 1930er Jahren. Sie gründete die Foursquare Church in Los Angeles. Sie war eine Pionierin im Einsatz von Massenmedien und errang dadurch große Prominenz. Sie nutzte vor allem die steigende Nachfrage nach Unterhaltungssendungen bei den Radioübertragungen, um ihre Arbeit im Angelus Temple einer breiten Bevölkerungsschicht bekannt zu machen.
Zu ihrer Zeit war sie eine der meistveröffentlichten christlichen Evangelisten und übertraf darin selbst Billy Sunday. Sie vollzog öffentliche „Glaubensheilungen“ vor großen Massenversammlungen. Zeitgenossen sprachen von bis zu 10.000 Menschen, die geheilt worden seien. McPhersons Anspruch, dass die United States eine Nation sind, die durch göttliche Inspiration gegründet und erhalten werden, wird noch heute von vielen Pastoren und Kirchen wiederholt. Die Nachrichtenmaschinerie machte aber auch ihre Missgeschicke in der Familie und mit Kirchenmitgliedern zu Medienereignissen. Die Debatte, ob eine Entführung von ihr fingiert wurde, machten diesen Fall zu einem nationalen Ereignis. McPhersons Predigtstil, ihre ausgedehnte karitative Arbeit und ihre ökumenischen Beiträge waren ein großer Beitrag zur Wiederbelebung der nordamerikanischen evangelikalen Bewegung in der ersten Hälfte des 20. Jahrhunderts und verhalfen auch der jungen Pfingstbewegung zu größerer gesellschaftlicher und kirchlicher Akzeptanz.

## Leben
Jugend
McPherson wurde auf einer Farm bei Salford, in der Provinz Ontario, Kanada, als Aimee Elizabeth Kennedy geboren. Sie wurde von ihrer Mutter Mildred (Minnie), die sich als Sonntagsschullehrerin bei der Heilsarmee engagierte, religiös erzogen. Als Kind spielte sie Salvation Army mit ihren Klassenkameraden oder versammelte ihre Puppen zum Gottesdienst. Bereits mit zwölf Jahren hielt sie zwei Reden bei der Woman's Christian Temperance Union in Ingersoll und London (Ontario), wo sie mit einer Silber- und eine Goldmedaille ausgezeichnet wurde. Als Teenager interessierte sie sich für Groschenromane, Kino und Tanzveranstaltungen. In den Kreisen der Heilsarmee und bei ihrem religiösen Vater James Kennedy, einem Methodisten, wurde dies als unmoralisch abgelehnt. Romane fanden sich jedoch auch in der Bücherei der Methodistenkirche, und Aimee las sie mit einer Mischung aus Schuldgefühlen und Lust. Bald stellte sie jedoch fest, dass die Strenge nicht von allen Christen geteilt wurde. Ihr Tanzpartner war ein presbyterianischer Pfarrer. In der Highschool wurde sie mit Charles Darwins Evolutionstheorie konfrontiert. Sie begann, ihre Lehrer und Pfarrer über Glauben und Wissenschaft auf die Probe zu stellen, erhielt aber keine befriedigenden Antworten. Daraufhin schrieb sie an die kanadische Zeitung Family Herald and Weekly Star und stellte die Frage, warum in öffentlichen Schulen Kurse gegeben wurden, die das Christentum untergraben würden. Auf diesen offenen Brief erhielt sie erstmals Rückmeldungen aus dem ganzen Land. Nach ihrer Konversion zur Pfingstbewegung startete sie noch an der Highschool einen Kreuzzug gegen die Evolutionstheorie, was zu einer lebenslangen Passion wurde.
Bekehrung

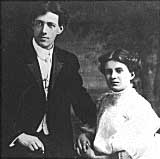
Robert and Aimee Semple (1910)

Bei einer Erweckungsveranstaltung im Dezember 1907 lernte Aimee Robert James Semple kennen, einen Missionar der Pfingstbewegung aus Irland. Auf dieser Veranstaltung endete eine Glaubenskrise, und sie entschied sich, ihr Leben Gott zu widmen.
Heirat und erste Familie
Auf dieser Veranstaltung wurde sie nicht nur von den Predigten Robert Semples mitgerissen, sondern verliebte sich auch in ihn. Sie entschied, ihr Leben Gott und Robert zu weihen, und nach einer kurzen Verlobungszeit heiratete sie ihn am 12. August 1908 in einer Zeremonie der Heilsarmee in Salford. Sie verpflichtete sich, dass ihre Ehe niemals ihren Eifer für Gott oder ihre Nächstenliebe zu den Kameraden und ihre Verbindlichkeit für die Army stören sollte. Die Bedeutung, die das Paar dem Begriff Army beilegte, war sehr offen und umfasste viel mehr als nur die Salvation Army. Robert unterstützte sie als Arbeiter in einer Gießerei und predigte gleichzeitig bei der pfingstlerischen Mission in Salford, ab 1909 als Pastor in Chicago und Findlay (Ohio).  Das Paar studierte zusammen die Bibel und erwarb sich so weitgehende Kenntnisse. Nach einem Knöchelbruch erlebte sie Heilung durch Gebet ihres Pastors William Durham.
Auf ihrer Reise nach China predigte sie in Victoria und in der Albert Hall in London. In Hongkong steckten sich beide mit Malaria an, Robert erkrankte zusätzlich an Dysenterie und starb am 17. August 1910 dort. Aimee erholte sich und brachte die gemeinsame Tochter Roberta Star Semple am 17. September zur Welt, aber mit 19 Jahren war sie nun bereits Witwe. An Bord des Schiffes, das sie zurück in die Vereinigten Staaten brachte, begann sie eine Sonntagsschule und hielt Gottesdienste ab. In ihren Predigten sprach sie oft von ihrem verstorbenen Mann.
Bald nach ihrer Genesung schloss sie sich in den USA ihrer Mutter Minnie an, die mit der Heilsarmee arbeitete. In New York City traf sie auf Harold Stewart McPherson, einen Angestellten. Sie heiratete ihn am 5. Mai 1912, woraufhin sie nach Providence, Rhode Island, zogen. Der gemeinsame Sohn Rolf Potter Kennedy McPherson kam am 23. März 1913 zur Welt.
In dieser Zeit fiel McPherson erneut in eine Krise, denn sie hatte das Gefühl, ihre Berufung zum Predigen zu vernachlässigen. Sie entwickelte eine Zwangsstörung. Nach der Geburt ihres Sohnes wurde das Verlangen, wieder zu predigen noch stärker. 1914 wurde sie ernsthaft krank. Nach einer Operation hörte sie eine Stimme, die sie aufforderte zu predigen. Als sie diese Herausforderung akzeptierte, konnte sie sich, trotz einer misslungenen Operation, ohne Schmerzen im Bett bewegen. 1915 verließ sie ohne Vorankündigung ihren Mann und nahm die Kinder mit. Einige Wochen später lud sie ihn ein, sie bei der evangelistischen Arbeit zu begleiten.
Ihr Mann wollte sie zunächst wieder zurückholen. Als er sie jedoch bei einer Evangelisation antraf, konnte er feststellen, wie sehr sie sich verwandelt hatte. Er wurde ihr Mitarbeiter, und sie verkauften das Haus in Providence. Er half dabei, die Zelte für die Evangelisation aufzustellen, und er predigte manchmal selbst. Während der Touren lebten sie in einem Auto. Doch Harold McPherson sehnte sich nach einem geregelteren Leben, er kehrte nach Rhode Island zurück und reichte 1918 die Scheidung ein, die 1921 bewilligt wurde. Von 1917 bis 1923 predigte sie in über 100 Städten Amerikas, was mit langen Reisen verbunden war. Ihre Mutter Minnie, ihre Tochter Roberta und ihr Sohn Rolf waren auch mit dabei.
Am 13. September 1931 heiratete McPherson erneut – den Schauspieler und Musiker David Hutton. Diese Ehe war von großen Auseinandersetzungen gekennzeichnet, sie zog sich sogar eine Kopfverletzung zu.
Während sie in Europa zur Kur war, erfuhr sie, dass Hutton sich als Aimees Mann in seiner Kabarett-Nummer selbst lächerlich machte und oft mit leicht bekleideten Frauen fotografiert wurde. McPherson und Hutton trennten sich 1933 und wurden am 1. März 1934 geschieden. Später berichtete McPherson öffentlich, dass diese Ehe von Beginn an falsch gewesen sei, sowohl theologisch als auch persönlich. Daher wies sie 1935 auch den Antrag des bekannten Gospelsängers Homer Rodeheaver ab.
Erste Erfolge als Evangelistin
Während sie noch mit Robert Semple verheiratet war, war sie mit ihrem Mann nach Chicago gezogen und war Mitglied in William Durhams Full Gospel Assembly geworden. Dort wurde entdeckt, dass Aimee eine Begabung hatte Zungenrede auszulegen, und sie übersetzte wortgewandt. Da sie keine Erfüllung als Hausfrau fand, begann sie 1913 bei Evangelisationen und Zelteinsätzen (englisch: Sawdust trail) in den Vereinigten Staaten und Kanada zu predigen.
Nach ersten erfolgreichen Einsätzen hatte sie kaum Schwierigkeiten, akzeptiert zu werden, und viele Bekehrte füllten die Kirchen vor Ort. Dieser Erfolg verwandelte manche zögerliche Pastoren in enthusiastische Unterstützer. Oft begann sie eine Evangelisation in einer kleineren Kirche, und sie musste bald darauf ein größeres Gebäude anmieten, weil der Raum die Zuhörerschaft nicht mehr fassen konnte. Sie bemühte sich darum, allen Enthusiasmus zu entfalten, den eine Pfingstkirchenveranstaltung entwickeln konnte, inklusive „Amen Corner“ und „Halleluiah Chorus“. Dabei sorgte sie jedoch dafür, dass jedes überschäumende Chaos mit Schreien, Zittern und mehrfacher Zungenrede zu gleicher Zeit vermieden wurde. Bei ihren Veranstaltungen hatte sie immer die Öffentlichkeit im Blick. Daher richtete sie jeweils einen „Tarry tent room“ ein, einen Raum, der außerhalb des öffentlichen Bereiches lag, damit diejenigen, die plötzlich anfingen, in Zungen zu reden oder andere Auswirkungen des Heiligen Geistes erlebten, dorthin gebracht würden, damit nicht die restliche Zuhörerschaft gestört würde.
1916 machte sich McPherson auf eine Tour durch die südlichen Vereinigten Staaten mit ihrem Bus, dem Gospel Car. Auch 1918 ging sie mit ihrer Mutter Mildred Kennedy auf Reise. Mildred war eine wichtige Person in McPhersons Unternehmen und kümmerte sich um das gesamte Management. Ihr Auto war ein 1912er Packard-Bus, der mit religiösen Slogans dekoriert war. Auf dem Rücksitz des wandelbaren Gefährtes predigte McPherson mit einem Megaphon. Auf dem Weg zu den nächsten Einsätzen saß sie auf dem Rücksitz und tippte ihre Predigten und andere Flugschriften ab. 1917 schuf sie ihre eigene Zeitschrift The Bridal Call (deutsch: Der Ruf der Braut). Darin veröffentlichte sie Artikel über den positiven Einfluss des Glaubens und die Rolle der Frauen in der Religion. Sie stellte die Verbindung zwischen Christen und Jesus als eine glückliche eheliche Beziehung dar. Die Zeitschrift entwickelte große Bedeutung für die Entwicklung der Pfingstbewegung zu einer akzeptierten religiösen Institution in den Vereinigten Staaten.
1918 traf sie in Indianapolis mit der dortigen Evangelistin Maria Woodworth-Etter zusammen. Auf einer ihrer Touren wurde McPherson 1919 in Baltimore von den Zeitungen entdeckt, nachdem sie im Lyric Opera House Evangelisation abgehalten hatte. Baltimore wurde zu einem Wendepunkt ihrer frühen Karriere. Die Massen konnten unter dem Einfluss des Geistes kaum unter Kontrolle gehalten werden. Darüber hinaus wurden erstmals ihre Glaubensheilungen ein öffentliches Thema, und die Besucher ihrer Veranstaltungen kamen mehr und mehr aufgrund der Wundergeschichten. McPherson selbst hielt das Baltimore Revival für einen Wendepunkt in der Geschichte der Ausgießung der pfingstlichen Kraft des Geistes.
In Los Angeles

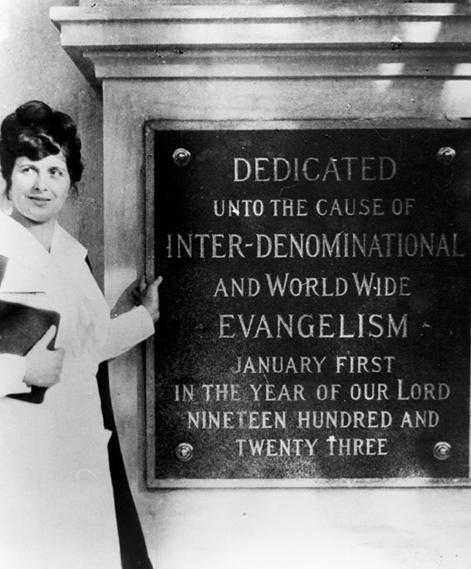

Wie viele US-Amerikaner zog McPherson Ende 1918 nach Los Angeles aufgrund des milden Klimas und der Vorteile der Grenzlage. Minnie Kennedy mietete den größten Versammlungsraum, den sie finden konnten, das Philharmonic Auditorium mit 3500 Sitzplätzen. Menschen warteten stundenlang, um hineinzukommen, und der Raum war immer so überfüllt, dass selbst McPherson Mühe hatte, bis zur Kanzel durchzukommen. Dankbare Gläubige errichteten bald darauf ein Haus für ihre Familie, das allen damaligen Luxus aufwies. Los Angeles war auch zu einem beliebten Urlaubsziel geworden. McPherson musste nun nicht mehr durch die Staaten ziehen, um zu predigen, sondern lockte ihre Zuhörerschaft aus dem ganzen Land an.
Einige Jahre lang musste sie jedoch weiterhin auf Reisen gehen, um Gelder für ein großes Kuppelgebäude zu sammeln, das sie als Kirchengebäude an der Adresse 1100 Glendale Blvd. im Viertel Echo Park errichten wollte. Die Kirche sollte Angelus Temple heißen, womit sie die römisch-katholische Tradition des Angelus-Gebets aufnahm. McPherson wollte keine Schulden machen, und sie fand tatsächlich eine Baufirma, die bereit war mit ihr zu arbeiten, während sie die Mittel aufbrachte. Sie startete mit 5000 $. Die Firma entschied, dass dies ausreiche, um die Baugrube für die Fundamente auszuheben.
McPherson schaffte es, verschiedene Personengruppen zum Spenden zu bewegen. Sie nutzte verschiedene Methoden des Fundraising, wie zum Beispiel den Verkauf von Sitzen für 25 $. Im Gegenzug erhielten die Chairholder einen Miniaturstuhl und wurden ermutigt, täglich für die Menschen zu beten, die auf dem Stuhl säßen. Durch diese Methoden erreichte McPherson, dass die Spender gerne Geld gaben und ein Gefühl von Miteigentümerschaft entwickeln konnten. Sie nahm viel mehr Geld ein, als sie sich erhofft hatte. Daher änderte sie ihre Pläne und baute eine Megachurch, die in den folgenden Jahren Massen an Gläubigen und Gemeindemitgliedern anziehen sollte. Das Unternehmen kostete rund 250.000 $ Die Baukosten wurden möglichst gering gehalten durch Spenden von Baumaterialien und ehrenamtliche Arbeiten. McPherson resümierte gelegentlich, als sie nach Kalifornien kam, habe sie nur ein Auto, 10 $ und ein Tamburin besessen. Die Mitgliederzahlen stiegen auf über 10.000, und in der Werbung wurde sie als größte einzelne christliche Gemeinde der Welt dargestellt. Nach den Aufzeichnungen der Kirche hatte Angelus Temple 40 Mio. Besucher in den ersten sieben Jahren.
McPherson plante Angelus Temple nicht nur als Gemeindezentrum, sondern auch als ökumenisches Zentrum für Christen aller Denominationen zwecks Austausch und Zusammenarbeit. Eine große Zahl von Laien und Klerikern von Methodisten, Baptisten, Heilsarmee, Presbyterianern, Episkopalisten, Adventisten, Quäkern, Katholiken, Mormonen und auch politischen Führern kam in den Angelus Temple. Viele von ihnen traten auch als Gastredner auf. Sogar Robert P. Shuler, ein ehemaliger heftiger Kritiker von McPherson, trat als Gastredner auf. Weil der Begriff Pfingstbewegung (englisch: Pentecostalism) in den Vereinigten Staaten in den 1920er Jahren suspekt erschien, vermied McPherson diese Bezeichnung. Sie selbst praktizierte Zungenreden und Glaubensheilung, aber gab diesen Themen in ihren Predigten wenig Raum, um den Mainstream ihrer Zuhörerschaft zu erreichen und nicht abzuschrecken. Ausgebrauchte medizinische und orthopädische Hilfsmittel, die von Personen zurückgelassen wurden, die diese nach Glaubensheilungen nicht mehr benötigten, wurden in einem Museumsbereich ausgestellt. Tochtergemeinden wurden in Anlehnung an die Heilsarmee als „lighthouses“ (deutsch: Leuchtturm) bezeichnet, während die Hauptgemeinde als „Salvation Navy“ (Rettungsboot) betitelt wurde. Damit begann die Ausbreitung der Foursquare Gospel Churches.
Karitative Arbeit

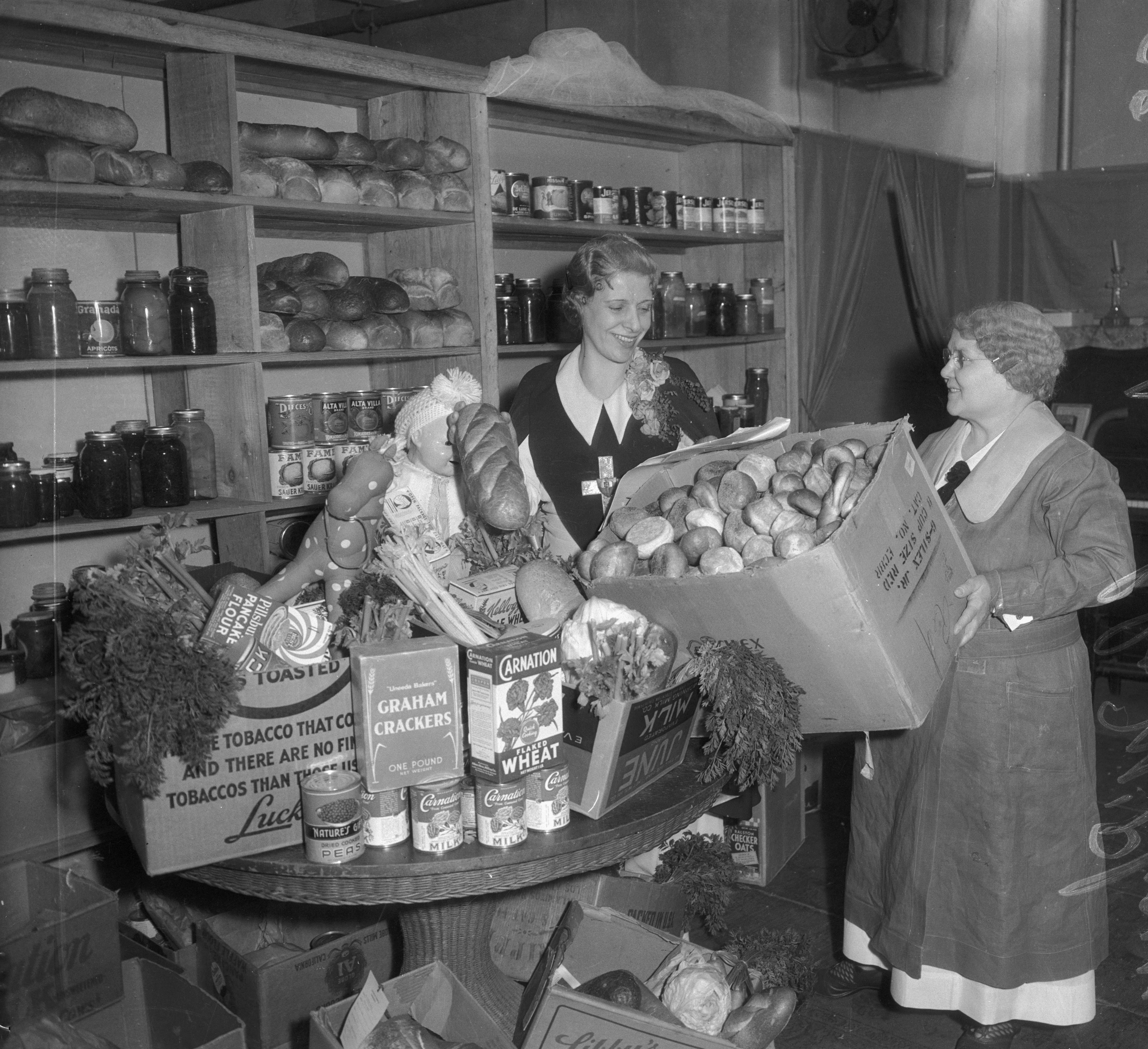
McPherson (links) packt Weihnachts-Essens-Körbe (ca. 1935)

McPherson kämpfte dafür, dass die Kirchenorganisation nicht nur die geistlichen, sondern auch die materiellen Nöte von Armen bediente. Und obwohl sie inständig glaubte und predigte, dass Jesus Christus bald wiederkommen werde, legte sie sich nie fest, wann dieses zweite Kommen (englisch: Second Coming) stattfinden werde. Es waren zwei Gedanken, die in ihren Verkündigungen vorherrschten: „Jesus kommt wieder, wie kann ich darauf vorbereitet sein?“ und „Wie kann ich anderen helfen vorbereitet zu sein?“ McPhersons Art, diese Fragen zu beantworten, war es, ihre Gemeinde zu mobilisieren und darüber hinaus jeden, den sie durch Radio, Telephon und Mund-zu-Mund-Propaganda ansprechen konnte. Jeder sollte sich in karitativer Arbeit und sozialer Beschäftigung betätigen.
„Wahres Christentum ist nicht allein gut sein, sondern auch Gutes Tun.“
Ihr „Charities and Beneficiary Department“ sammelte alle Arten von Spenden, sogar für Katastrophen in Japan und eine Hilfsorganisation für Deutschland. Männer, die aus dem Gefängnis entlassen wurden, wurden durch eine „brotherhood“ bei der Arbeitssuche unterstützt. Eine „sisterhood“ wurde geschaffen, die Kinderkleider für verarmte Mütter nähte. Auch die Gründungskirchen im ganzen Land wurden ermutigt, dem Beispiel des Angelus Temple zu folgen. Sogar Personen, die McPhersons Theologie zu oberflächlich fanden, unterstützten diese Arbeit.
Im Juni 1925 unterbrach McPherson eine Radio-Übertragung, als sie Nachrichten vom Santa Barbara-Erdbeben erhalten hatte. Sie übernahm das Mikrophon vom überraschten Sänger und machte einen Aufruf, in dem sie um Nahrungsmittel, Decken, Kleidung und weitere Erste Hilfe bat. Während das Rote Kreuz noch dabei war, seine Hilfen zu organisieren, erreichte schon der zweite Konvoi von McPherson die betroffene Stadt. 1928 nach dem Dammbruch der St.-Francis-Talsperre führte McPhersons Kirche sogar die Hilfsaktion an. 1933, nach dem Long Beach-Erdbeben arrangierte McPherson in kürzester Zeit, dass freiwillige Helfer vor Ort waren und mit Decken, Kaffee und Doughnuts die verstörten Menschen beruhigen konnten.
In Anlehnung an ihre Kindheitserlebnisse bei der Heilsarmee eröffnete McPherson 1927 ein Commissary in ihrer Kirche. Dieses Büro hatte die Anweisung, den Bedürftigen in einem größer angelegten Rahmen zu helfen. Das Commissary war in der Tat die einzige Anlaufstelle in der ganzen Stadt, wo Essen, Kleidung und Decken verteilt wurden, ohne dass Fragen gestellt wurden. Es war 24 Stunden täglich, sieben Tage die Woche geöffnet und gründete Suppenküchen, freie Krankenstationen und andere Hilfsinstitutionen, während die Krise der Great Depression andauerte. Sie versorgte schätzungsweise bis zu 1,5 Millionen Menschen. Als die Regierung das kostenlose School-Lunch Program abschaffte, übernahm McPherson die Organisation. Ihre Haltung, zuerst zu geben und später nachzuforschen, zog einige Verschwendung und Betrügereien nach sich, doch die riesengroße Not konnte schnell gelindert werden.
McPherson erreichte sogar, dass die Feuerwehr und die Polizei bei der Verteilung halfen. Doktoren, Ärzte und Zahnärzte wurden überredet, in der kostenlosen Klinik mitzuarbeiten, in der 500 Krankenpflegerinnen ausgebildet wurden, um Kinder und Senioren zu pflegen. Um zu verhindern, dass für Haushalte mit finanziellen Problemen im Winter der Strom abgestellt wurde, richtete sie einen Hilfsfonds für Not- und Härtefälle in der Höhe von 2000 $ beim Stromanbieter ein. Auch die Yellow Cab Company stellte ein großes Gebäude zur Verfügung, in dem innerhalb eines Monats 80.000 Menschen kostenlos Verpflegung erhielten.
Freiwillige Helfer verteilten unter dem Motto Everybody and anybody is somebody to Jesus (deutsch übertragen: Jeder ist ein Mensch für Jesus) Nahrungsmittelkörbe und evangelistische Literatur. Ein Reporter schrieb, er habe die Armutsgrenze (englisch breadline) immer als farblose Narbe auf unserem zivilisierten Körper betrachtet, aber bei dem Angelus Temple commissary, beobachte er ein warmes Kleid der Sympathie und des christlichen Beistands. Auf der virtuellen Trauerseite von McPherson wurde noch im Juni 2002 folgende Würdigung abgegeben:

“My grandpa always talked about when he was a kid, he and his family moved to California from Missouri, during the depression, and his family was starving and they met you and you gave them a bag of vegetables, and some money, he never forgot it.”

„Mein Großvater sprach oft von seiner Kindheit. Als er mit seiner Familie von Missouri nach Kalifornien zog während der grossen Depression, als seine Familie am verhungern war, und als sie dich trafen, und du gabst ihnen eine Tüte mit Gemüse und etwas Geld. Das hat er nie vergessen.“

McPherson gründete auch eine Arbeitsagentur, um den Ärmsten zu helfen und erwartete, dass alle Gemeindemitglieder dort mithalfen. 1932 wurde das Commissary von der Polizei durchsucht, weil man vermutete, dass eine Distille vorhanden sei, mit der Brandy aus gespendeten Aprikosen hergestellt werde. Man fand nur etwas Sauerkraut und Speiseöl, das ausgelaufen war, und schloss daraufhin kurzzeitig das Commissary. Die Presse wurde aufmerksam, und um die Arbeit nicht zu stoppen, wurden die Verantwortlichen ausgetauscht. Die Presse, die generell zynisch gegenüber dem Angelus Temple eingestellt war, würdigte, dass die Fehler durch die Tugenden ausgeglichen würden.
Da McPherson darauf beharrte, administrative Verzögerungen durch eine Kategorisierung in notleidend und nicht notleidend (englisch: deserving and undeserving) nicht aufkommen zu lassen, wurde das Commissary eine der effektivsten Hilfsorganisationen der Region. Auch als McPherson sich in eine modische, blonde Hollywood-Figur verwandelte, blieben ihr Fleiß, ihre soziale Ader und ihre praktische Seite bestehen. Sie liebte es, große Projekte aufzuziehen. Eine Dokumentation ergab 1936, dass Angelus Temple mehr Familien unterstützte als jede andere öffentliche oder private institution der Stadt. Weil sie auch illegalen Einwanderern half, kam sie mit den Gesetzen von Kalifornien in Konflikt. Obwohl die Richtlinien des Commissary später angepasst wurden, blieb die Hilfe für Bedürftige ungeachtet ihres Wohnsitzes oberste Priorität.
Anthony Quinn erinnert sich:

“This was all during the height of the Depression, when hunger and poverty permeated America. Many Mexicans were terrified of appealing for county help because most of them were in the country illegally. When in distress, they were comforted by the fact that they could call one of Aimee’s branches at any time of the night. There, they would never be asked any of the embarrassing questions posed by the authorities. The fact that they were hungry or in need of warm clothing was enough. No one even asked if they belonged to Aimee’s church or not.”

„Es war während der Depression, als Hunger und Armut Amerika durchdrangen. Viele Mexikaner hatten Horror davor, beim Staat um Hilfe zu bitten, weil die meisten von ihnen illegal im Land waren. In der Not wurden sie getröstet durch die Gewissheit, dass sie eine von Aimees Zweigstellen zu jeder Tageszeit anrufen konnten. Dort würden sie niemals die peinlichen Fragen der Behörden gestellt bekommen. Die Tatsache, dass sie hungrig waren, oder Kleidung nötig hatten, reichte aus. Niemand fragte, ob sie zu Aimees Kirche gehörten.“

## Werk

### Verkündigungsstil
Im August 1925 entschied sich McPherson auf der Rückreise von einer Veranstaltung, ein Flugzeug zu chartern, damit sie ihre Sonntagspredigt halten könnte. Sie war sich auch der Öffentlichkeitswirksamkeit dieser Aktion bewusst, und so arrangierte sie für etwa 2000 Gefolgsleute und Journalisten, dass sie zum Flughafen kommen konnten. Das Flugzeug versagte jedoch und die Landeeinrichtungen gaben nach, so dass das Flugzeug noch vor dem Start eine Bauchlandung machte. McPherson ließ sich davon nicht beirren, bestieg ein anderes Flugzeug und benutzte das Erlebnis, um eine erzählende Predigt über das „The Heavenly Airplane“ zu halten. Dazu wurde die Bühne im Angelus Temple mit zwei Miniatur-Flugzeugen und einem Bild der Skyline von Los Angeles dekoriert. In der Predigt beschrieb McPherson ein Flugzeug, das von Teufel, Sünde und Versuchung angetrieben wurde, während ein anderes von Jesus in die Heilige Staadt gebracht wurde.
Zu einem anderen Anlass benutzte sie eine Verkehrspolizistenuniform und ein Polizeimotorrad als Requisiten für ihre Predigt.
Für ihre Gottesdienste stellte McPherson eine Gruppe von Künstlern, Elektrikern, Dekorateuren und Zimmerleuten zusammen, die die Bühne für jeden Gottesdienst gestalteten. Kirchenmusik wurde von einem Orchester gespielt, und McPherson gestaltete auch einige aufwändige kirchliche Opern. The Iron Furnace, basierend auf dem Buch Exodus, erzählt die Geschichte vom Auszug aus Ägypten. Unterstützung dafür erhielt sie sogar von einigen Hollywood-Stars. Die Schauspieltruppe bestand aus ca. 450 Personen, und das Werk war so aufwändig und teuer, dass es nur ein einziges Mal aufgeführt werden konnte.
Obwohl McPherson Theater und Film als Werkstatt des Teufels (englisch: the devil's workshop) verdammte, benutzte sie deren Tricks und Effekte. Sie wurde die erste Evangelistin, die die Technik der bewegten Bilder benutzte. Sie wollte langweilige Gottesdienste vermeiden, zu denen die Gemeindemitglieder nur aus Pflichtbewusstsein kommen würden. Sie wollte, dass es die heiligen Themen mit den Darbietungen von Vaudeville und Filmen aufnehmen konnten. Die Predigt war zwar ernst gehalten, verwendete jedoch die Elemente von Comedy. Auch Tiere kamen immer wieder vor. McPherson hielt bis zu 22 Predigten pro Woche, und der Sonntagabendgottesdienst zog die größte Zahl von Besuchern an. Es wurden zusätzliche Straßenbahnfahrten und Polizei benötigt, um den Verkehr zu den Veranstaltungen bewältigen zu können.
McPherson predigte eher konservativ, nutzte aber fortschrittliche Methoden und zog Vorteile aus Radio-Übertragungen, Filmen und Bühnenauftritten. Die Frauenbewegung entwickelte sich gerade, und durch den 19. Zusatzartikel zur Verfassung der Vereinigten Staaten wurde das Frauenwahlrecht eingeführt. Sie konnte manche Frauen mit modernen Ideen ansprechen, allerdings enttäuschte sie auch viele mit widersprüchlichen Theorien. Durch ihre Nutzung von neuen Medien half sie den Menschen, diese in ihr Leben zu integrieren. Aber sie nutzte die Medien auch zu ihrem Vorteil und wurde zur „ersten modernen Promi-Predigerin“ (englisch: first modern celebrity preacher).
Nach dem Ersten Weltkrieg entspann sich die Kontroverse zwischen Fundamentalisten und Modernisten. Viele Modernisten waren auf der Suche nach weniger konservativen Religionsmodellen. McPherson kämpfte darum, Modernismus und Säkularismus aus den Familien, Kirchen, Schulen und Gemeinden zu verbannen und entwickelte eine starke Gefolgschaft für das, was sie als vierfältiges Evangelium (englisch: the Foursquare Gospel) bezeichnete. Sie war kompetent, einen intellektuellen Diskurs über ihre Lehren zu führen, aber sie bevorzugte, das Evangelium einfach, kraftvoll und zeitgemäß zugleich zu verkündigen. Ihre besondere Stimme und ihre bildhaften Erläuterungen schufen ein Massenerlebnis, das an Hysterie grenzte (englisch: bordering on hysteria).
Die etwa 30 Erweckungsveranstaltungen, die McPherson zwischen 1919 und 1922 veranstaltete, übertrafen jedes Großereignis, das bis dahin in Amerika durchgeführt worden war. Weder Houdini, noch Teddy Roosevelt und PT Barnum hatten so viele Zuhörer. Ihre ein- bis vierwöchigen Veranstaltungsreihen ließen die größten Gebäude aus allen Nähten platzen. Sie brach auch den Rekord an Zuhörern, den Billy Sunday gesetzt hatte. Oft nutzte sie sogar seine Zeltkonstruktionen für ihre Veranstaltungen. In San Diego musste die Stadt sogar die National Guard und weitere Streitkräfte anfordern, um die Menschenmasse von 30.000 Erweckten zu kontrollieren. McPherson wurde eine der am häufigsten fotografierten Personen ihrer Zeit und wurde von Journalisten zu allen Arten von Ereignissen befragt, was sie sehr zu genießen schien. Ihre Glaubensheilungen verschafften ihr unverhoffte Unterstützer. Als ein Stammeskönig der Roma und seine Mutter verkündeten, dass sie durch McPherson eine Glaubensheilung erlebt hätten, kamen mehrere Tausend zu ihr und viele wurden bekehrt. Sie veränderten ihre Kultur, indem sie Kreuze und andere christliche Symbole zusätzlich zu ihren astrologischen Karten und Kristallkugeln verwendeten. Da sie Gold und Loyalität schätzten, zahlten sie McPherson mit Säcken von Gold und Münzen, wodurch sie den Bau des Angelus Temple sehr förderten. Am 29. Mai 1922, als in Wichita schwere Unwetter drohten, die Versammlung zu überschwemmen, unterbrach McPherson den Sprecher, reckte ihre Hand zum Himmel und betete: „Lass den Regen los, nachdem die Botschaft an diese hungrigen Seelen ausgerichtet wurde.“ Der Regen hörte sofort auf, was sogar eine Schlagzeile in der örtlichen Zeitung wert war. Die versammelten Roma sahen dies als zusätzliches Zeichen der Vollmacht dieser Frau. Die Glaubensheilungen wurden ausgiebig in den Medien diskutiert, und sie bildeten einen wichtigen Teil ihrer frühen Karriere. Für niemand anders wurden jemals so viele Heilungen, auch durch säkulare Medien, bezeugt wie durch sie in den Jahren 1919 bis 1922. Im Laufe der Zeit verringerte sich der Aspekt der Glaubensheilungen jedoch immer stärker. Später wurden wöchentliche Heilungstreffen angesetzt, die bis zu ihrem Tod 1944 fortdauerten.

### International Church of the Foursquare Gospel

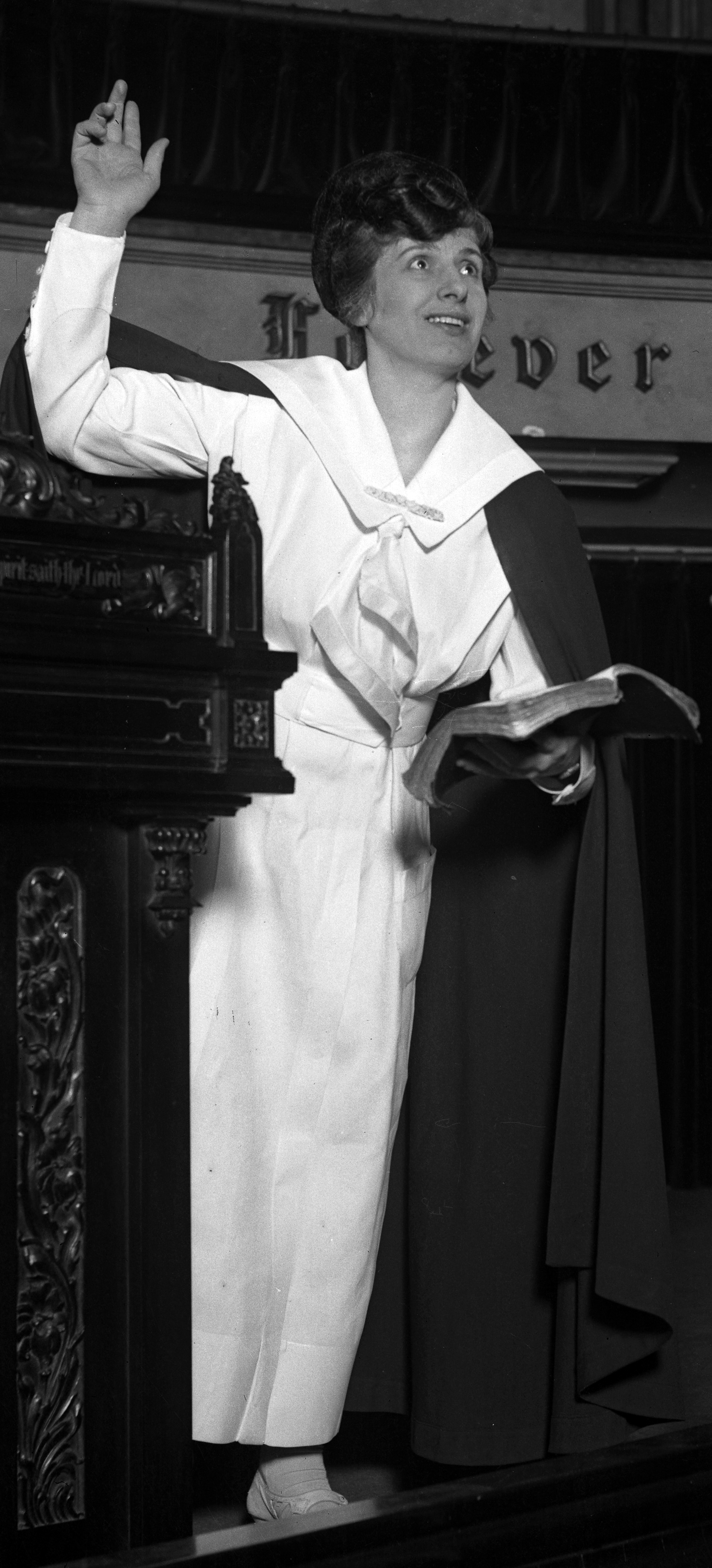
McPherson 1923 bei einer Predigt im neuerbauten Angelus Temple

McPhersons Kirche entwickelte sich mit der Zeit doch zu einer eigenen Denomination, der International Church of the Foursquare Gospel. Kennzeichen dieser Denomination war die Ausrichtung auf Christus als Erlöser, derjenige, der mit dem Heiligen Geist tauft, Heiler und als kommender König. Die vier Hauptglaubenssätze waren: Christus kann das Leben des Einzelnen durch die Erlösung verändern; die Heilige Taufe beinhaltet die Macht, Gott zu verherrlichen und Christus durch praktische Taten zu loben; göttliche Heilung ist Erneuerung des Lebens für Körper und Geist; und eine auf das Evangelium gebaute Erwartung der Wiederkehr Christi vor dem Ende des Jahrtausends.
McPherson veröffentlichte das wöchentliche Nachrichtenblatt Foursquare Crusader sowie das Monatsmagazin Bridal Call. Sie begann in den frühen 1920ern auch Radiobotschaften zu verbreiten. An einem Sonntag im April 1922, ermöglichte die Rockridge Radio Station in Oakland ihr das erste Mal eine Predigt durch das schnurlose Telefon zu halten. Sie wurde damit zur ersten Frau, die eine Radiopredigt hielt. 1924 eröffnete der kircheneigene Sender KEIB (KFSG). Damit wurde sie die zweite Frau, der eine Funklizenz vom Department of Commerce erteilt wurde.
McPherson führte ihre Veranstaltungen ohne Rassentrennung durch. Als einige Ku-Klux-Klan-Mitglieder ihre Veranstaltung besuchten, fand man nach der Veranstaltung die weggeworfenen Kapuzen und Roben im nahe gelegenen Echo-Park. Darüber hinaus unterstützte sie viele Hispano-Prediger in Los Angeles.
Dass McPherson durch das Land reiste und beliebte Erweckungsbewegungen veranstaltete, wurde toleriert, dass sie sich jedoch in Los Angeles niederließ, verursachte in Kirchen vor Ort einigen Unmut. Auch wenn sie die meisten der fundamentalistischen Grundsätze teilte, zeigten sich viele Gemeinden gegenüber einer Frau misstrauisch, die unterhaltsame Predigten hielt, Glaubensheilungen praktizierte und dazu noch geschieden und ständig in den Zeitungen präsent war. Darüber hinaus pflegten die Mitglieder der Gemeinde, vor allem die Frauen, einen einzigartigen Stil. Sie kopierten die Aufmachung von McPherson, und es entwickelte sich daraus eine Art Uniform: ein weißes Kleid mit einem marineblauen Cape. Männer waren meist weniger auffällig, da sie Anzug trugen. Ihre Stimme, die vom eigenen Sender im Radio übertragen wurde, wurde zu einer der bekanntesten im amerikanischen Westen.
Ihre bildhaften Predigten, welche die Erlösung, die Liebe Gottes und die Freuden von Dienst und Himmel hervorhoben, riefen bei vielen Pastoren Kritik hervor, weil für deren Geschmack die Evangeliumsbotschaft zu sehr als Theater und weltliches Vergnügen dargestellt wurde. Göttliche Heilung (englisch: divine healing), wie McPherson es nannte, wurde von vielen Pastoren als einzigartige Gabe der ersten Apostel angesehen. Robert P. Shuler veröffentlichte eine Flugschrift mit dem Titel McPhersonism, in der er darlegte, dass ihr „spektakuläres und viel beworbenes Programm nicht im Einklang mit Gottes Wort“ sei. Diskussionen wie die Bogard-McPherson-Debatte 1934 verstärkten das Interesse, aber keine davon konnte effektiv McPhersons Ergebnisse in Zweifel ziehen.
Die neu entstehende Denomination der Assemblies of God, eine weitere Pfingstkirche, arbeitete zeitweise mit McPherson zusammen, bestand jedoch auf einer strikten Trennung von anderen protestantischen Konfessionen. McPherson kämpfte zeitlebens gegen eine Isolierung an und setzte ihre interdenominationale Zusammenarbeit fort. Sie hatte eine ökumenische Vision des Glaubens. Wenn sie an Diskussionen teilnahm, vermied sie eine aggressive Rhetorik, die so viele Konfessionen gespaltet hatte. Ihr Ziel war es, mit den existierenden Gemeinden zusammenzuarbeiten und deren Visionen und Glaubensbekenntnisse möglichst zu teilen.
Eine große Unterstützung in ihrer Leidenschaft war die zügige Gründung des Life Bible College, das an den Angelus Temple angeschlossen war. Die insgesamt 8000 Prediger, die dort ausgebildet wurden, sollten in alle Denominationen im In- und Ausland zurückkehren und dort das vierfältige Evangelium verbreiten. Frank Thompson, ein methodistischer Prediger, der keine pfingstlerische Erlebnisse hatte, wurde gewonnen, diese Bibelschule zu führen. Er lehrte die Studenten vor allem die Lehren von John Wesley, während McPherson und andere ihnen derweil pfingstlerische Ideen vermittelten. Etwa ein Jahr lang war auch Antonia Frederick Futterer, wahrscheinlich ein Vorbild für Steven Spielbergs Filmfigur Indiana Jones, Mitglied im College. McPhersons Leistungen führten die Pfingstler, die vorher als Randerscheinungen des Christentums angesehen wurden, zunehmend in die Mitte der amerikanischen evangelikalen Bewegung.

## Leben im Rampenlicht der Medien

### Beziehungen zur Presse
Schon 1926 war McPherson eine der charismatischsten und einflussreichsten Frauen und Pastoren ihrer Zeit. Ihr Ruf war gleichwertig mit Charles Lindbergh, Johnny Weissmuller, Jack Dempsey, Babe Ruth, Ty Cobb, Knute Rockne, Bobby Jones, Louise Brooks und Rudolph Valentino, um nur einige zu nennen. Sie war ein bedeutendes amerikanisches Phänomen, die zusammen mit einigen weiteren berühmten Predigern im Gegensatz zu Hollywood-Berühmtheiten von ihrem Publikum hemmungslos verehrt werden konnten, ohne dass die Anhänger „ihre Seelen in Gewissensnöte brachten“.
Carey McWilliams schrieb, dass sie mehr als nur eine Bekanntheit gewesen sei, sondern eine Volksheldin und eine bürgerliche Institution, Ehrenmitglied von Feuerwehrgruppen und Polizeiabteilungen, eine Schutzheilige der Serviceclubs, eine offizielle Sprecherin für die Gemeinschaft und für Probleme, die ernst oder auch frivol sein konnten. McPherson führte auch persönliche Kreuzzüge gegen alles, was, wie sie meinte, ihre christlichen Ideale bedrohte, zum Beispiel den Genuss von Alkohol und den Unterricht der Evolutionslehre in der Schule.
McPherson wurde eine wichtige Unterstützerin von William Jennings Bryan während des Scopes-Prozesses 1925. John Scopes wurde vor Gericht gestellt, weil er illegal Evolutionslehren an einer Schule in Dayton (Tennessee) unterrichtet hatte. Bryan und McPherson hatten im Angelus Temple zusammengearbeitet und glaubten, dass der Darwinismus die Moral der Schüler zerstöre. Der The New Yorker zitierte sie mit dem Ausspruch: „Evolution ist der größte Triumph satanischer Intelligenz in 5931 Jahren teuflischer Kriegführung gegen den himmlischen Gastgeber. Sie vergiftet die Gedanken der Kinder und die der Nation.“ Sie sandte Bryan ein Telegramm mit dem Text: „Zehntausend Mitglieder des Angelus Temple und Millionen Radioteilnehmer senden dir ihre dankbare Wertschätzung für deine Löwen-herzige Verteidigung der Bibel gegen die Evolution und werfen ihren Hut mit dir in den Ring.“ Sie organisierte daraufhin eine Gebetsnacht und eine große Konferenz mit einer Bibelparade durch Los Angeles.

### Politik
Während ihre Mutter Mildred Kennedy Mitglied der Demokraten war, war niemandem klar, zu welcher Partei McPherson tendierte. Sie empfahl Herbert Hoover vor Franklin D. Roosevelt, unterstützte den letzteren und seine sozialen Programme jedoch enthusiastisch, sobald er im Amt war. Sie war eine Unterstützerin der Trade unions. Sie predigte, das Geld eines Gangsters sei nicht unsauberer als die Millionen Dollars, die ein Mann durch die Arbeit von unterbezahlten Fabrikarbeitern anhäuft. Sie war jedoch viel vorsichtiger, wenn Streiks in gewalttätige Aufstände mündeten. Sie sah in ihnen mögliche Aktivitäten von Kommunismus, der versuchte, die Gewerkschaften und andere Organisationen zu infiltrieren. McPherson verabscheute Kommunismus und seine Ableger, weil dieser ohne Gott auskommen wollte. Das letzte Ziel sei, meinte sie, das Christentum von der Erde zu verdrängen. McPhersons Meinung über den Faschismus war aber genauso ablehnend.
McPherson verbündete sich selbst niemals durchgehend mit einer Art Konservativismus oder Liberalismus. Sie vertrat die Ansicht, dass sich alles von selbst regeln werde, wenn das Christentum einen zentralen Platz in der Politik einnehme und die Elemente Gott, Familie, Schule und Regierung zusammenhalten würden. „Nehmt eines davon weg und die Zivilisation kippt und zerbricht“, warnte sie. Heutige Leiter der Foursquare Gospel Church bewerten ihre damalige Sicht anders: „McPhersons Passion war es, Amerika in guter geistlicher Gesundheit zu sehen. Daher sah sie die Notwendigkeit, dass die Kirche die Regierung beeinflussen sollte. Diese Einstellung muss man anhand des politischen und religiösen Klimas der 1920er bis 1940er Jahre bewerten. Es ist nicht möglich, eine Parallele zwischen den heutigen Fundamentalisten, dem rechtslastigen Christentum und dem Fokus von Schwester McPherson zu ziehen.“ Sie gehörte auch zu den ersten prominenten Befürwortern einer jüdischen Heimstätte (englisch: jewish homeland) in Palästina. Sie meinte, dass die Juden Christus annehmen würden, wenn er zurückkehren, ihre Leiden werden enden und „sie werden in Jerusalem ein Königreich errichten, viel schöner, als die Welt sich dies vorstellen kann.“

## Entführung

### Verschwinden von Venice Beach
Das Entführung von Aimee Semple McPherson verursachte einen Aufruhr in den Medien, sie veränderte ihr Leben und den Verlauf ihrer Karriere. Nachdem sie im Mai 1926 verschwunden war, wurde sie fünf Wochen später im Norden Mexikos aufgefunden. Sie behauptete, in einer Hütte in der Wüste festgehalten worden zu sein.
Am 18. Mai 1926 ging McPherson mit ihrer Sekretärin zum Ocean Park Beach nördlich von Venice Beach zum Schwimmen. Kurz darauf verschwand sie, und man hielt sie für ertrunken. Suchtrupps durchkämmten den Strand und das nahe gelegene Gebiet. Der Angelus Temple erhielt Briefe, in denen Hinweise auf ihren Verbleib gegeben und Lösegeldforderungen gestellt wurden. Sogar Sichtungen im ganzen Land folgten. Vorsichtshalber wurden die Lösegeldforderungen an die Polizei weitergegeben, damit wenigstens jemand dem nachging. Mildred Kennedy hielt diese jedoch für einen Scherz, denn sie wähnte ihre Tochter tot.
Als im Angelus Temple schon ein Gedenkgottesdienst vorbereitet wurde, erhielt Kennedy einen Telefonanruf aus Douglas in Arizona, dass McPherson noch lebe. Sie erhole sich in einem Krankenhaus dort und erzähle den Beamten ihre Geschichte.

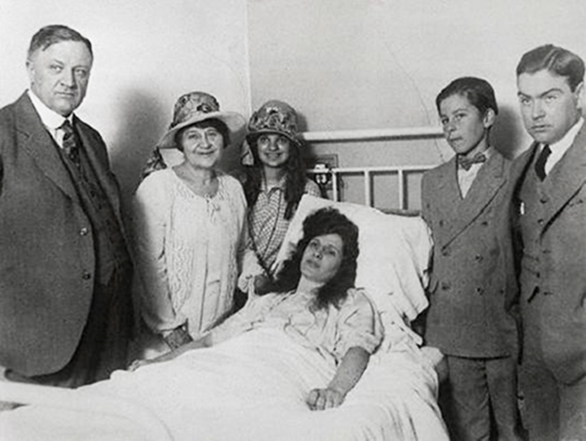
McPherson nach ihrer Entführung im Krankenhaus in Douglas, Arizona, mit ihrer Familie und Beamten: District Attorney Asa Keyes (ganz links), Mildred Kennedy, Roberta Star Semple, (Mitte links). Ganz rechts Deputy District Attorney Joseph Ryan mit Rolf McPherson.

McPherson erzählte, sie sei am 19. Mai am Strand von einem jungen Pärchen gebeten worden, für ihr krankes Kind zu beten. Sie ging mit ihnen zum Auto, wo sie plötzlich hinein gestoßen und betäubt wurde. Sie wurde in eine heruntergekommene Hütte in der Wüste gebracht. Zwei der Entführer, Steve und Rose, waren ihre ständigen Bewacher. Ein dritter, ein nicht namentlich bekannter Mann, kam gelegentlich vorbei. Als einmal alle ihre Entführer außer Haus waren, entkam sie durch ein Fenster.
Sie soll in ungefähr zwölf Stunden eine Strecke von ca. 32 km zurückgelegt haben. Gegen 1.00 Uhr morgens erreichte sie Agua Prieta, Sonora, eine mexikanische Stadt und brach dort vor einem Haus zusammen. Die Anwohner halfen ihr, und sie wurde schließlich über die Grenze in das nahe gelegene Douglas gebracht.

### Rückkehr nach Los Angeles
McPherson wurde bei ihrer Rückkehr in Los Angeles am Bahnhof von etwa 40.000 Menschen begrüßt. Die Parade zurück zum Angelus Temple wurde sogar ein größeres Ereignis als der Besuch von Präsident Woodrow Wilson 1919. Viele Mitglieder der Chamber of Commerce und einige Politiker, die bereits über McPhersons Haltung zu Evolution und Bibel entrüstet waren, missbilligten den Auflauf. Auch einige Kirchenführer von Los Angeles waren verstimmt.
Diese Geschichte wurde im ganzen Land verbreitet, und es kam der Verdacht auf, dass ihr Verschwinden vielleicht gar keine Entführung gewesen sein könnte. Gegen den Willen ihrer Mutter, die Angst hatte, dass die Presse die Geschichte ungünstig ausbauen könne, entschied sich McPherson für eine polizeiliche Untersuchung und erstattete Anzeige. Eine Grand Jury wurde beauftragt, Indizien zu ermitteln. Auf Druck verschiedener einflussreicher Gruppen wendete sich die Untersuchung jedoch gegen McPherson. Ihre Familie und Bekannten und bemühten sich festzustellen, ob die Entführung vorgetäuscht worden war. Der District Attorney Asa Keyes leitete die Untersuchungen gegen McPherson. Er war bekannt dafür, Fälle zu gewinnen, aber sechs seiner Verurteilten wurden vom Gouverneur für unschuldig befunden und begnadigt.

### Der Prozess
Die erste Sitzung wurde am 8. Juli 1926 anberaumt. Die Verhandlungen zogen sich mit immensem Medienecho über den ganzen Sommer 1926. An und für sich waren die Verhandlungen nach kalifornischem Recht geheim, trotzdem drangen Berichte davon an die Presse. Beeinflussungen  waren offensichtlich, zumal viele der angeblichen Beweise von Reportern kamen, die diese zuerst in ihren Zeitungen veröffentlichten und dann zur Polizei gingen. Auch McPherson verzichtete auf Geheimhaltung und benutzte offenherzig ihren Radiosender, um ihre Version der Geschichte zu verbreiten. Am 3. November wurde der Abschlusstermin auf Mitte Januar 1927 festgesetzt. Zusammen mit McPherson und ihrer Mutter wurden mehrere ihrer Verteidiger in der Befragung beschuldigt. Im Fall einer Verurteilung hätten sich die Gefängnisstrafen auf eine Gesamtzeit von 42 Jahren belaufen.
Verschiedene Spekulationen zum Verschwinden von McPherson wurden von der Presse und den Untersuchungsrichter vorgebracht. Darunter war die Vermutung, dass sie mit einem ehemaligen Angestellten, Kenneth Ormiston, durchgebrannt sei. Sie wurde beschuldigt, mit ihm zusammen bis zum 29. Mai in einem Ferienhaus in einem kalifornischen Badeort gelebt zu haben. Der Zeitraum, in dem Ormiston das Cottage gemietet hatte, deckte sich mit den ersten zehn Tagen ihres Verschwindens. Die dreiwöchige Periode danach konnte jedoch nicht erklärt werden. McPherson antwortete darauf in immer gleicher Version mit der oben genannten Geschichte.
Während die Anklage versuchte, ihre Geschichte zu entkräften, bestätigten Entlastungszeugen ihre Angaben. auch McPherson konnte die fraglichen Angaben plausibel erklären. Im Gegensatz dazu entwickelte die Anklage gewichtige Glaubwürdigkeitsprobleme. Zeugen änderten ihre Aussagen und Beweise stammten aus fragwürdigen Quellen oder wurden in der Verwahrung schlampig behandelt. Am 2. Januar 1927 gab Ormiston preis, dass Elizabeth Tovey, eine Krankenschwester aus Seattle, Washington, seine Geliebte war und dass sie diejenige war, die mit ihm in dem Ferienhaus gewohnt hatte. Alle Anklagen gegen McPherson und ihre Unterstützer wurden am 10. Januar fallen gelassen.

### Nach dem Prozessende
Unbenommen der Entscheidung des Gerichts festigten die vielen negativen Presseberichte den Eindruck, dass McPherson schlecht gehandelt hätte. Die Zeitschriften hatten ein lebhaftes Interesse, die Kontroverse am Leben zu erhalten, weil sie die Verkaufszahlen steigerte. Der größte Teil der Untersuchungen gegen McPherson wurde von Zeitschriften aus dem Gebiet von Los Angeles mit geschätzten 500.000 $ finanziert.
Einige Unterstützer waren enttäuscht, dass der Prozess ihren guten Ruf nicht wiederhergestellt hatte. Die Entführer blieben unbekannt. Die Prozesskosten von McPherson wurden auf 100.000 $ geschätzt. 1927 veröffentlichte sie ein Buch mit ihrer Version der Ereignisse: In the Service of the King: The Story of My Life. Viele bekannte Persönlichkeiten kommentierten den Prozess. In einem Brief an die Los Angeles Times wenige Monate, nachdem der Fall fallengelassen worden war, bemerkte Robert P. Shuler: „Die vielleicht wichtigste Erkenntnis aus der ganzen Situation ist die offensichtliche Loyalität von Tausenden gegenüber dieser Führerin, trotz ihrer offensichtlichen und bewiesenen Schuld.“
Henry L. Mencken, ein bekannter Journalist, Satiriker, Kulturkritiker und ein ideologischer Gegner aus dem früheren Scopes-Prozess von 1925 meldete sich zu Wort. Er schrieb, dass „Los Angeles sich viel länger an das Zeugnis gegen sie erinnern wird als an die Aussagen, die sie frei sprachen“.

## Affären

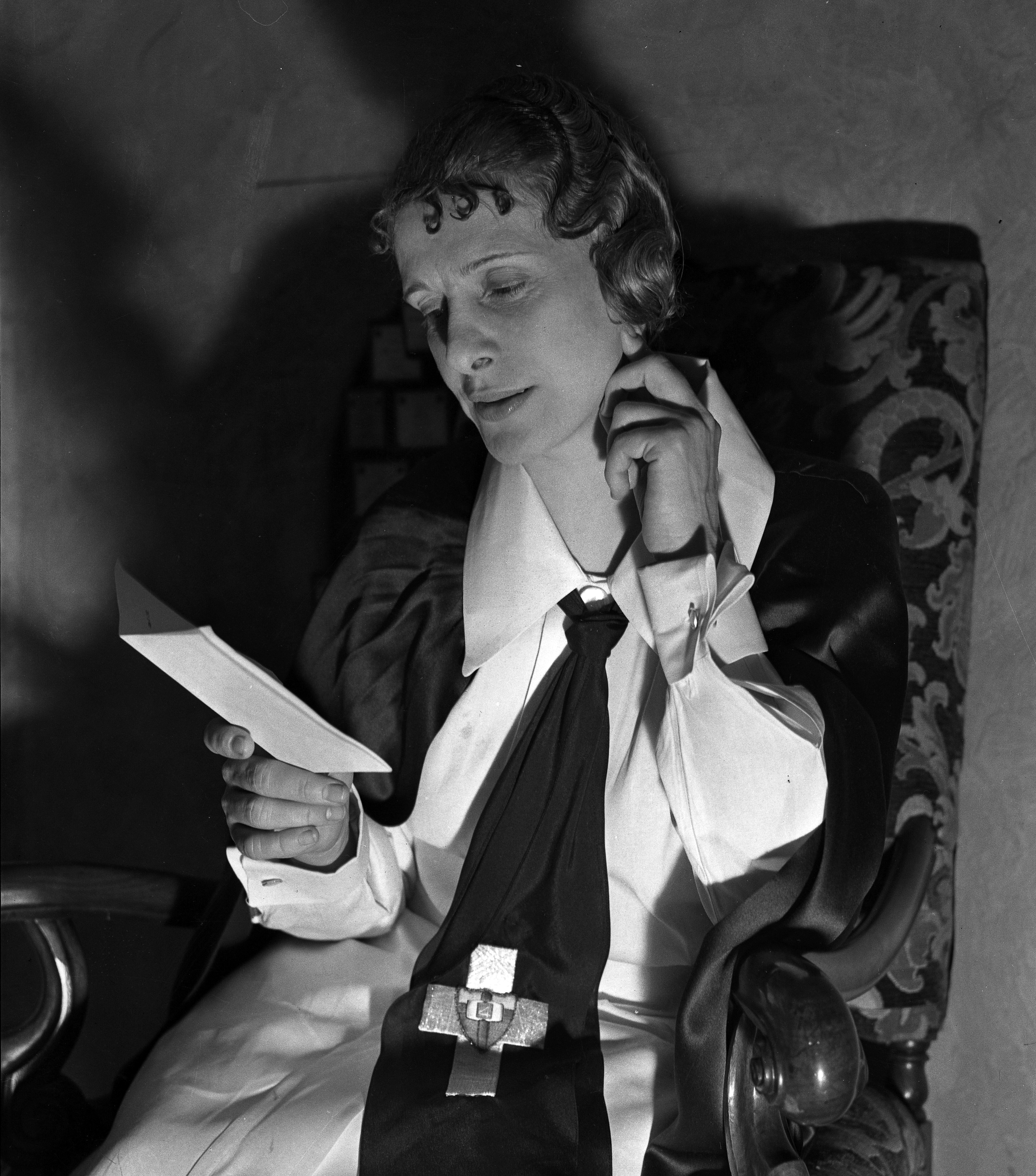
Die Los Angeles Times veröffentlichte 1936 dieses Foto mit dem Untertitel, dass es McPherson beim Lesen eines Erpresserbriefes zeigen soll.

Eine ganze Reihe von Affären wurden McPherson nachgesagt, aber meistens wehrten die verdächtigten Liebhaber die Anschuldigungen ab. So etwa Kenneth Ormiston, ein verheirateter Mann mit einem kleinen Sohn beispielsweise; er hätte aus einer Veröffentlichung einer Affäre mit McPherson großen Gewinn ziehen können. Ob die beiden eine gute Arbeitsbeziehung hatten, wurde überhaupt nicht diskutiert. Ormiston wehrte sich vehement gegen diese Angriffe.
Selbst einer ihrer Mitarbeiter verdächtigte McPherson aufgrund ihres veränderten Auftretens und ihrer Verbindungen zu Hollywood. 1929 beauftragte John D. Goben Detektive, um McPherson zu beschatten. Die Detektive konnten jedoch nur bestätigen, das McPherson bis in die frühen Morgenstunden ihre Gottesdienste vorbereitete und Lieder komponierte. Einzig ihre dritte Ehe war ein offensichtlicher Bruch mit den kirchlichen Grundsätzen. McPherson selbst beantwortete nur einen Bruchteil der Anschuldigungen. Sie gab an, dass sie ihre Zeit nutze, um über Jesus zu predigen.
Seit 1931 hielt sich McPherson bedeckt, um sich gegen Gerüchte zu schützen. Ab 1930 kann genau nachvollzogen werden, wo sich McPherson jeweils aufhielt. Nach ihrem Tod wurden noch mehrere substanzlose Gerüchte über Liebesaffären veröffentlicht. Darunter waren Andeutungen von Gordon Sinclair, einem kanadischen Journalisten, und Milton Berle, einem Comedian.

## Späteres Leben

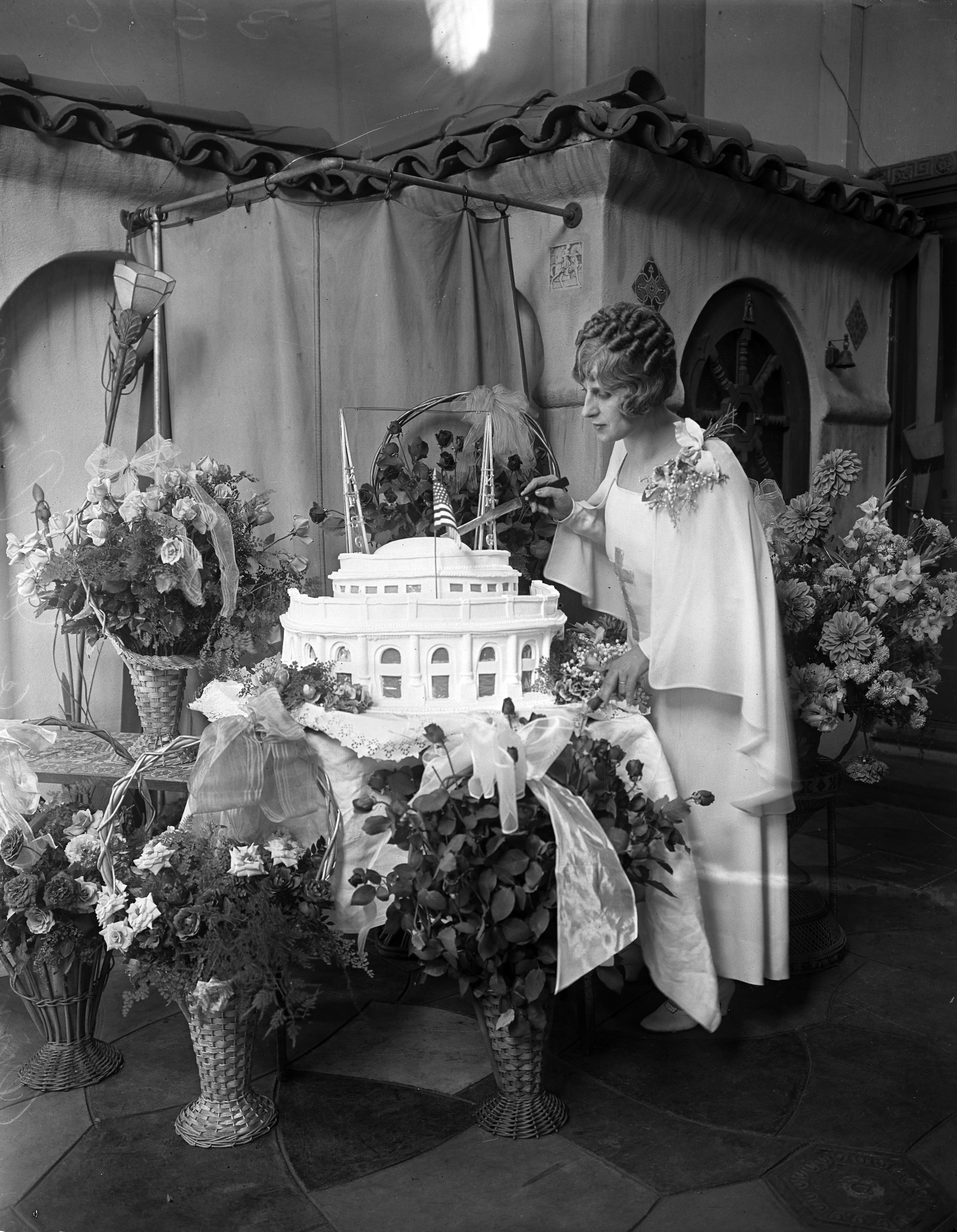
McPherson umgeben von Blumen beim Anschneiden der Angelus Temple Torte, 1927

McPherson nutzte alle Arten von Festtagen, um öffentlich wirksame Gottesdienste und Galaveranstaltungen abzuhalten.

### Nach dem Bruch mit der Presse
Als die Blütezeit der öffentlichen Berichterstattung und Wahrnehmung in den 1920er Jahren zu Ende ging, führte McPherson ihre Arbeit wie gewohnt weiter. Früher wurde sie als Wundertäterin und Wunderfrau (englisch: miracle worker and miracle woman) bezeichnet, mit Verweis auf ihre umfangreichen Glaubensheilungen, doch später wurden vor allem die Missgeschicke in ihrer Familie als Schlagzeilen ausgeschlachtet. Beispielsweise wurden ihre Konflikte mit ihrer Mutter zum Stadtgespräch. Zu dieser Zeit waren etwa 10 % der Bevölkerung von Los Angeles Mitglieder in ihrem Temple. Zeitweise überboten sich auch Film-Studios mit Angeboten.
Sie glaubte, dass die sprechenden Bilder die Macht hatten, das Christentum zu verändern. Daher beschäftigte sich McPherson mit der Kultur von Hollywood und trat in Fernsehnachrichten neben Berühmtheiten wie Mary Pickford, Frances Perkins und Franklin D. Roosevelt auf. Sie nahm ab, ließ sich die Haare färben und staffierte sich modisch aus. Ein Kritiker schrieb, McPherson könne Hollywoodstars modisch ausstechen. Die Instrumentalisierung ihres Ruhms, die damit gerechtfertigt wurde, dass sie Zuhörer anzog und damit zu Christus brachte, war größer, als was manche ihrer Gemeindeglieder ertragen konnten. Sie sehnten sich zurück nach der Sister Aimee im alten Kleid, als ihre Uniform aus einem marineblauen Cape über einer weißen Arbeitsschürze, die sie günstig in kleinen Läden kaufte, ihr Markenzeichen war. Andere Mitarbeiter liebten dieses neue Auftreten, und ihre Gottesdienste wurden immer beliebter, so dass sie voll besetzt waren. McPherson wünschte, dass auch ihr Auftreten das Beste ausdrücken sollte, was sie für Jesus gab.
Anfang 1927 veranstaltete McPherson direkt eine Reise der Rechtfertigung (englisch: vindication tour), bei der sie verschiedenen Städte besuchte. Sie versuchte Vorteile aus ihrer Publizität rund um ihre Entführung zu ziehen, um das Evangelium zu predigen. Ihr Besuch in New York City im Pelzmantel und im gut geschnittenen gelben Kleid wurde in den Klatschzeitschriften behandelt. Sie besuchte sogar Nachtclubs, wie zum Beispiel einen der berühmtesten Speakeasys in New York: Texas Guinans Three Hundred Club an der 54th Street. Während McPherson an ihrem Tisch Wasser trank, fragte sie Guinan selbst, ob sie nicht zu seinen Gästen sprechen wolle. Sie ergriff gerne das Wort und hielt eine kurze Rede, die ohne zu verurteilen und mit versöhnendem Ton die Partygäste erfreute und langen Applaus hervorrief. Die Nachtschwärmer wurden eingeladen, ihre Predigt im Glad Tidings Tabernacle an der 33rd Street zu besuchen.

### Probleme mit Mildred Kennedy
Im Sommer 1927 verließ Mildred Kennedy den Angelus Temple. In einem Versuch, den Einfluss ihrer Tochter zu beschneiden und sich selbst offiziell mehr Einfluss zu verschaffen, hatte sie ein Misstrauensvotum gegen McPherson veranlasst, dabei aber verloren. Die beiden hatten vorher heiß über Managementfragen sowie über ihr verändertes Auftreten gestritten. Aus ähnlichen Gründen verließen auch 300 Mitglieder den Chor. Diese konnten ersetzt werden, Kennedys Finanz- und Verwaltungsgeschick war jedoch entscheidend für McPhersons wachsendes Werk gewesen. Nacheinander wurden mehrere, viel weniger begabte, Verwaltungsmitarbeiter als Ersatz angestellt. Durch diese wurde der Temple in verschiedene fragwürdige Geschäfte hineingezogen, wie zum Beispiel Hotelbau, Friedhofsanlagen und Landverkäufe. Außerdem fiel der Angelus Temple tief in Schulden. Kennedy kehrte Ende des Jahres 1929 noch einmal zurück, fortwährende Auseinandersetzungen mit ihrer Tochter führten jedoch zu ihrem endgültigen Ausscheiden Ende Juli 1930. Im Monat darauf erlitt McPherson einen Nervenzusammenbruch, und sie konnte 10 Monate lang nicht mehr predigen. Diagnostiziert wurde zum Teil einen akute Azidose.

### Comeback
Als sie genesen war und auf die Kanzel zurückkehrte, veröffentlichte sie mit neuem Schwung ihre Predigten mit dem Titel Hingabe der Rose (englisch: Altar of Roses). Diese basierten auf dem Hohelied, wo die Rose von Scharon Hld 2,1  beschrieben wird, die als der mystische Körper Christi ausgelegt werden kann. Während Journalisten diese Predigten als emotionales Gefasel abkanzelten, beschrieben Gelehrte und Theologen diese Abhandlungen als komplexe neuplatonische Auslegung. McPherson hatte hunderte Seiten zu dem Buch Hoheslied geschrieben, teilweise mit vielen einzigartigen Ansätzen.
Die Erweckungsbewegung in Boston im Oktober 1931 begann jedoch zunächst im Schneckentempo. Eine Zeitung aus Los Angeles titelte schon von einem Versagen. Am ersten Abend sprach McPherson zu weniger als 5000 Zuhörern in der Sportarena mit 22.000 Sitzplätzen. In der Stadt gab es große Gemeinden der Unitarier, Episkopalisten und Katholiken, ehrbare Denominationen, die traditionell der Pfingstbewegung gegenüber feindlich eingestellt waren. Doch die „Bring Back the Bible to Boston“-Kampagne nahm Fahrt auf und die Zahl der Zuhörer stieg sprunghaft an. Auch McPherson konnte ihre Präsenz enorm steigern. Als ein Reporter sie fragte, warum sie ihre Predigten so dramatisch gestalte – unter anderem gestikulierte sie mit einer weißen Bibel – antwortete sie: „Unser Gott ist ein dramatischer Gott.. er hat das rote Meer weggerollt, … Elija auf dem Berg,… die Kreuzigung, die Auferstehung, Seine Himmelfahrt,… Zungen aus Feuer an Pfingsten.“ Am letzten Tag kamen mehr als 40.000 Zuhörer und etwa 5.000 mussten abgewiesen werden. Insgesamt kamen 160.000 Menschen zu der Veranstaltungsreihe. Damit bewies McPherson, dass sie immer noch großen Einfluss hatte.
Die nächste Veranstaltung in New York war nicht ganz so erfolgreich, da eher Klatschberichte die Presse beherrschten. Aber nach einer kurzen Verschnaufpause ging McPherson wieder auf Tour – zu ihrer letzten Evangelisationstour –, bei der sie in 46 Städten in 21 Bundesstaaten sprach und dabei etwa 2 % der Einwohner Amerikas erreichte. Eine Crew von Musikern, Bühnentechnikern und Kostümdesignern begleitete sie. Zwischen dem September 1933 und dem Dezember 1934 hielt McPherson 336 Predigten und hatte Auftritte in 45 Radiosendern.
Der Boston Evening Traveler berichtete:

“Aimee’s religion is a religion of joy. There is happiness in it. Her voice is easy to listen to. She does not appeal to the brain and try to hammer religion into the heads of her audience. Rather, she appeals to the hearts of her hearers. She radiates friendliness. She creates an atmosphere that is warming. She is persuasive, rather than forceful; gracious and kindly, rather than compelling. Fundamentally she takes the whole Bible literally, from cover to cover.”

„Aimees Religion ist eine Religion der Freude, und es ist Fröhlichkeit darin. Man kann ihrer Stimme leicht zuhören. Sie möchte nicht den Kopf ansprechen und Religion in die Köpfe ihrer Zuhörer hämmern, sondern sie spricht die Herzen ihrer Zuhörer an. Sie strahlt Freundlichkeit aus, sie schafft eine warme Atmosphäre. Sie ist überzeugend anstatt kraftvoll; gnädig und liebevoll anstatt zwingend. Grundsätzlich nimmt sie die Bibel wörtlich vom Anfang bis zum Ende.“

In einem informellen Treffen mit Studenten von Harvard machte sie jedoch deutlich, dass sie nicht sklavisch buchstabengetreu sei. Sie sagte den Studenten, dass die Genesis große Interpretationsspielräume lasse. Weder sie selbst noch die Bibel bestehe darauf, dass die Welt vor genau 6000 Jahren entstand. In einem anderen Treffen mit Studenten, hörte sie die Meinung, dass die Lehren Christi überholt seien und ihren Nutzen verloren hätten. Erziehung, Wissenschaft und kühles Abwägen seien die neuen Retter der Welt. Daraufhin entschied sie sich auf Reisen zu gehen, um die Welt mit neuen Augen zu betrachten. 1935 machte sich McPherson auf zu einer sechsmonatigen Studienreise, um die Verhältnisse von Bildung, Sozialwesen, Religion und wirtschaftlicher Entwicklung in verschiedenen Ländern der Welt kennen zu lernen. Neben anderen Persönlichkeiten traf sie Mahatma Gandhi. McPherson vermutete, er könnte heimlich zum Christentum tendieren, seine Hingebung vielleicht ein „Funken der reinigenden, erhöhenden, stärkenden Macht des Nazareners sein“. Über ihre Aktivitäten zu diesem Zeitpunkt berichtet ausführlich der ungarische Journalist Edgar Lajtha im Kapitel Die Heilige von Los Angeles seines Buchs Welterleben, der die Kirchengründerin um 1935 an ihrer Wirkungsstätte besuchte.
Ein weiterer Glanzpunkt der Reise war ein barfüßiger Spaziergang auf dem langen Steinpfad zur Shwedagon Pagode in Myanmar. Sie hörte Benito Mussolini in Italien und schloss daraus, dass es zum Krieg kommen werde. In Verdun gedachte sie voll Trauer von einem verlassenen Militärfahrzeug aus die hunderttausend Toten, die auf dem noch immer ungeräumten Schlachtfeld zu Tode gekommen waren. Gebleichte Knochen waren zu sehen und in der Nähe sammelten Männer vorsichtig alte Munition ein, um sie zu entsorgen.
1936 fragte eine Delegation, unter anderen Emma Cotton, an, ob sie 30 Jahre nach dem Azusa Street Mission Revival den Angelus Temple für eine Jubiläumsveranstaltung nutzen dürften. Das ursprüngliche Gebäude der Mission und ihre Grundstücke waren nicht mehr vorhanden. Die Evangelistin Emma Cotton organisierte zusammen mit McPherson eine Reihe von Veranstaltungen, was dazu führte, dass sich McPherson wieder enthusiastisch zur Pfingstbewegung bekannte. Das Experiment, als Prominente Menschen zu erreichen, war nicht erfolgreich gewesen, Verbindungen zu anderen Kirchen bestanden kaum noch, und so besann sich McPherson auf ihre Ursprünge. Sie ließ sogar wieder die auffälligeren Phänomene zu, auch wenn die Verantwortlichen des Angelus Temple besorgt waren, die Azusa-Leute könnten feurigen Eifer und heiliges Umfallen in die Gemeinde bringen. McPherson hielt dagegen, sie werde jede Hand in Bewegung setzen, um die Kraft Gottes wieder in Bewegung zu sehen.
Die Azusa-Street-Revival-Jubiläumsveranstaltungen brachten eine ganze Reihe von schwarzen Predigern in den Angelus Temple. Die Mitglieder der Azusa Revivals brachten verschiedene ethnische Gruppierungen in den Angelus Temple. Es waren Heiligen, die einst durch das Feuer von Pfingsten zusammengeschmolzen wurden. McPherson begann sogar in ihren eigenen Predigten die Zungenrede einzusetzen. In späteren Jubiläumstreffen traten Männer auf wie Charles H. Mason, ein Gründer der Churches of God in Christ.

### Probleme in der Gemeindeleitung

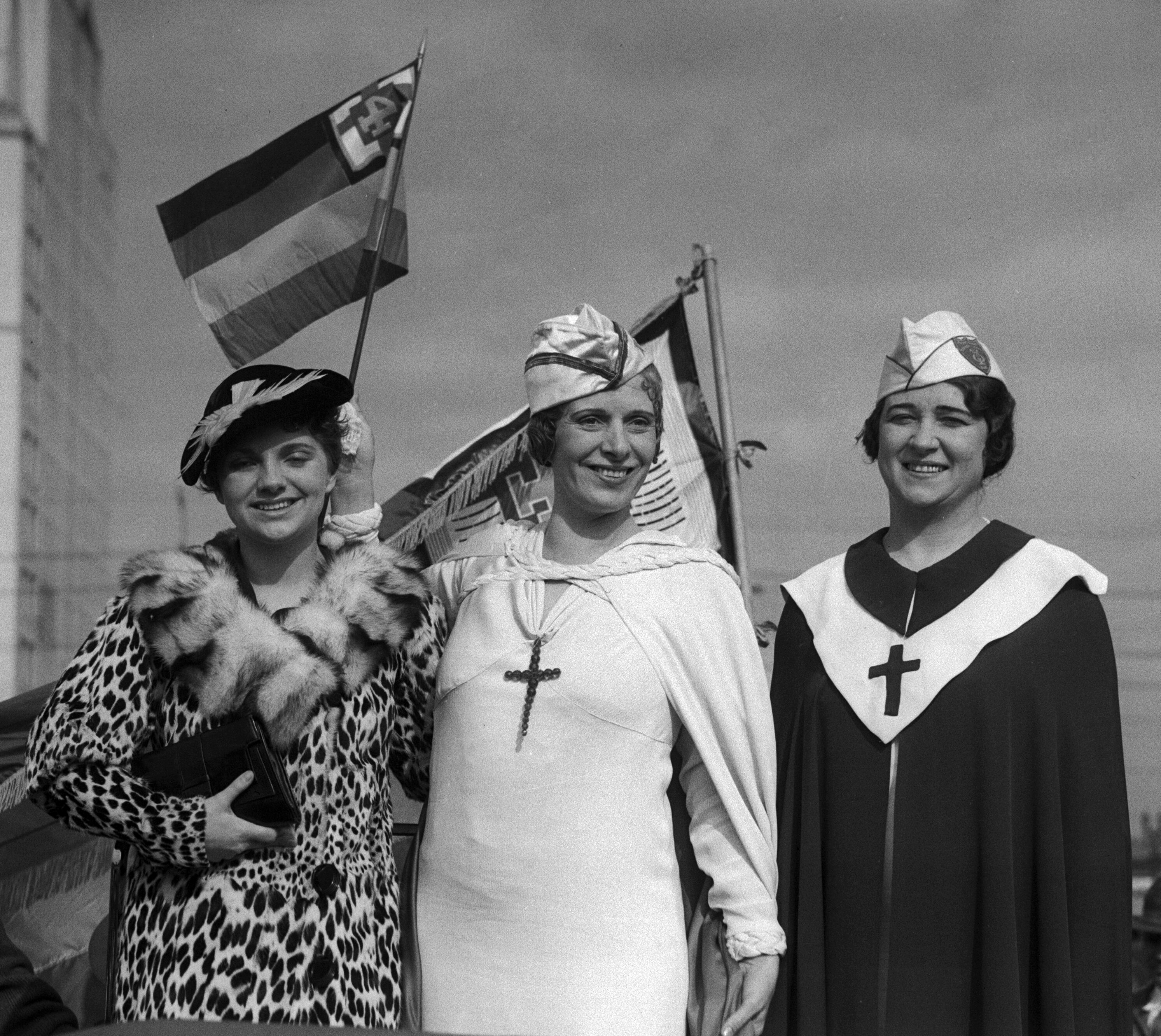
Roberta Star Semple (links), McPherson (Mitte) und Rheba Crawford Splivalo, Assistant Pastor(rechts), bei einer Parade 1935

1936 ordnete McPherson die Verantwortlichkeiten in ihrer Gemeinde neu, um den Finanzschwierigkeiten zu begegnen. Das führte jedoch zu großen Spannungen im Mitarbeiterstab. Es gab das Gerücht, dass der Engel des Broadway, die charismatische Evangelistin Rheba Crawford Splivalo, die seit mehreren Jahren mit McPherson gearbeitet hatte, ihr den Angelus Temple streitig machen wolle. Sie forderte Splivalo auf, die Stadt zu verlassen. Im Laufe der Kontroverse veröffentlichte McPhersons Anwalt eine heftige Attacke in der Presse, die Roberta Star Semple, McPhersons Tochter in Aufregung versetzte, woraufhin sie gegen ihn einen Prozess wegen übler Nachrede anzettelte mit einer Summe von 150.000 $. Splivalo prozessierte gegen McPherson über eine Summe von 1.080.000 $ weil McPherson sie als eine Isebel, einen Judas und als unfähig auf der Kanzel des Angelus Temple zu stehen, bezeichnet hatte. Die beiden Prozesse von Semple und Splivalo standen in keinem Zusammenhang, doch McPherson sah dies so. Auch Mildred Kennedy war in diese Konflikte verwickelt, weil sie sich auf Semples Seite schlug. In diesen spannungsreichen Umständen geriet McPhersons Verteidigung ihrer selbst und ihres Anwalts in einem öffentlichen Prozess zum theatralischen Drama. Semple gewann ihren Prozess mit einer niedrigen Entschädigung, woraufhin sie nach New York zog. Splivalo und der Angelus Temple einigten sich außergerichtlich für die Sache der Religion und das Wohl der Gemeinschaft.
Damit hatte der Angelus Temple einen großen Teil seiner talentierten Leiter verloren. McPherson fand mit Giles Knight jedoch einen festen und kompetenten Administrator, der den Temple schuldenfrei machte, die etwa 40 anhängigen Prozesse und auch übertriebene Projekte beendete. Er schirmte McPherson ab und erlaubte ihr nur noch, wenige persönliche Besucher zu empfangen und plante auch ihre Aktivitäten außerhalb der Gemeinde sehr sorgfältig. In dieser Zeit war sie besonders kreativ und erreichte eine große Vollendung ihres Predigtstiles. Sie wurde nicht länger von Strömen von Reportern, Anforderungen von Prozessen und zahlreichen Einzelpersonen, die ihre Aufmerksamkeit verlangten, bedrängt. Selbst der areligiöse Charlie Chaplin besuchte heimlich ihre Gottesdienste. Später traf sie sich sogar mit ihm, um ihr Auftreten zu vervollkommnen. Ihre Reputation verbesserte sich enorm und selbst ihr ehemaliger Gegner, Robert P. Shuler, verkündete, dass ihre Missionsarbeit von den Methodisten beneidet werde. Er unterstützte sogar die Bewerbung der Foursquare Church zur National Association of Evangelicals for United Action 1943.
Ihre Bemühungen um rassenübergreifende Erweckung im Angelus Temple gingen noch weiter. Sie lud Schwarze in die Gemeinde und zum Predigen ein. Während 1943 Rassenunruhen in Detroit wüteten, inszenierte McPherson öffentlich die Bekehrung des ehemaligen Schwergewichtsboxers Jack Johnson auf der Bühne des Temple und umarmte ihn, während er Gott überschwänglich dankte.

## Kriegszeit

### Einstellung zum Krieg
Pazifismus, eine offizielle Komponente der damaligen Pfingstbewegung, wurde von der Foursquare Gospel Church in den 1930ern durch offizielle Aussagen und Dokumente gefordert, die von McPherson immer weiter bearbeitet wurden. Ein Zitat aus der Presse, das ihr zugeschrieben wird, behandelt mit Bezug auf Mahatma Gandhi das Konzept des gewaltlosen Widerstands. Darüber hinaus wurde auch Clinton Howard, der Vorsitzende der World Peace Commission, als Redner eingeladen. Noch 1932 warb McPherson um Entwaffnung.
Die Leiter der Foursquare Church waren sich jedoch bewusst, welche Gefahren die enorme technologische Entwicklung mit sich brachte. Besonders die Entwicklungen in Luft- und Seefahrt gefährdeten die Isolation und Sicherheit der Vereinigten Staaten, und so entwarfen sie ein Positionspapier, das verschiedene Optionen offenhielt. Sowohl die Idee, dass man Waffen für eine gerechte Sache aufnehmen könne, als auch, dass jedes Töten, selbst im militärischen Einsatz Mord sei und die Seelen in Gefahr bringe, waren nun akzeptiert.

### Reaktion auf den Krieg

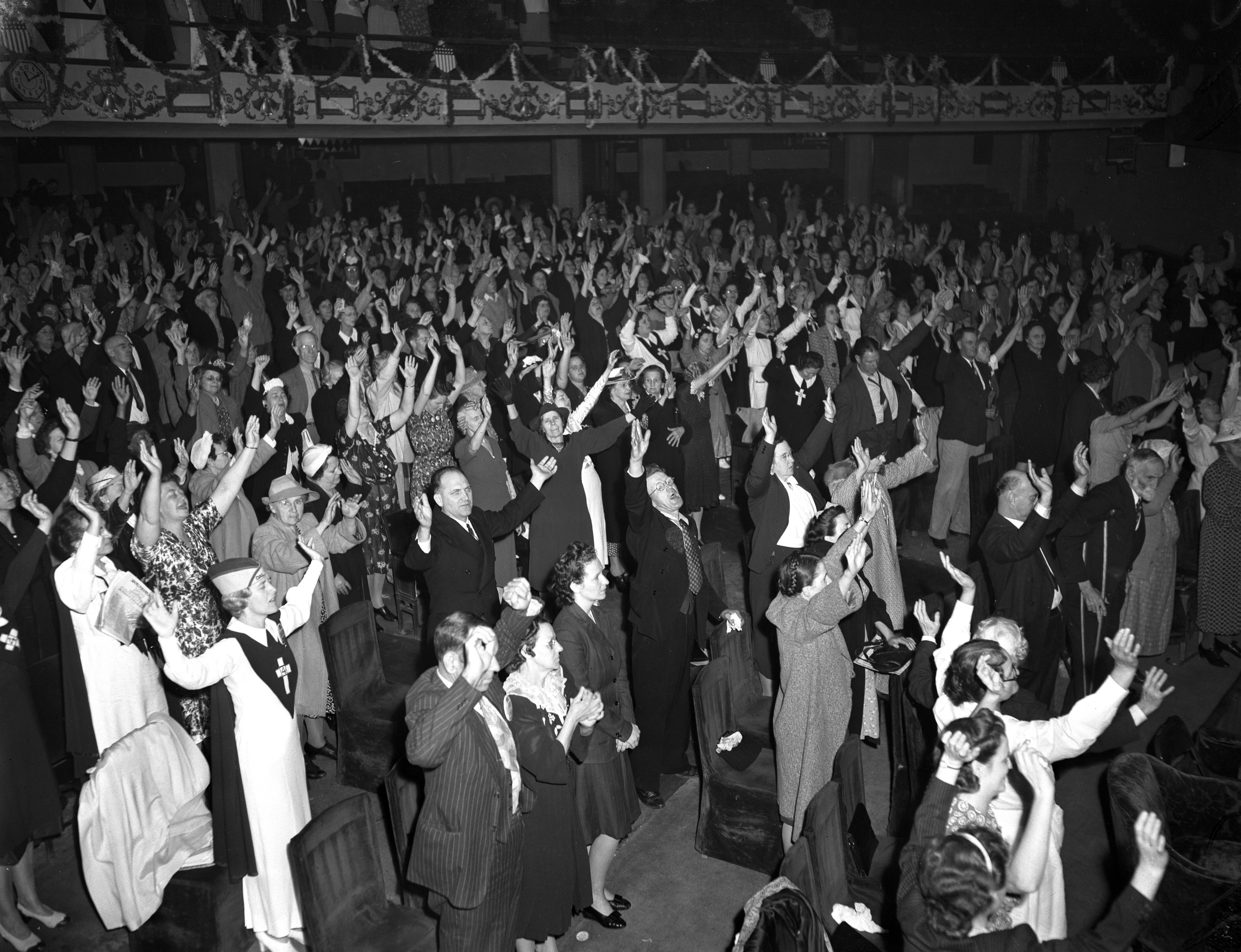
Die Gemeinde während eines 14-stündigen Holy Ghost service 1942

McPherson verfolgte mit wachsamen Augen die Ereignisse, die zum Ausbruch des Zweiten Weltkriegs führten. Sie sagte vorher, dass ein viel größeres Unglück im Anzug sein könnte als der Erste Weltkrieg. In einer Predigt beschrieb sie eine Situation in einem kürzlich eroberten Land, in dem alle religiösen Symbole durch das Bildnis von Adolf Hitler ersetzt wurden. Sie mutmaßte, dass die Apokalypse aus der Offenbarung des Johannes mit ihren hohen Verlusten und das nachfolgende Zweite Kommen Christi, bevorstehen.
Ab 1940 wurden jeden Freitag im Angelus Temple Gebetsnächte abgehalten, von dem Zeitpunkt an, als Deutschland Belgien, die Niederlande und Frankreich überrumpelt hatte. McPherson forderte die anderen Gemeinden auf, dem Beispiel zu folgen und verschickte an Stephen Early, den Sekretär von Präsident Franklin Roosevelt und weitere einflussreiche Personen eine Skizze ihres Plans. Gebet, so ihre Meinung, war stärker als die Mittel des Krieges. Early erwiderte mit einer Danknote dieses Schreiben. Auch der Gouverneur von Kalifornien äußerte sich positiv, und einen Monat später rief Roosevelt einen nationalen Gebetstag aus, um den Herrn des Universums zu bitten, dass er unsere Republik segne.
Nach dem Ausbruch des Krieges wies McPherson den christlichen Pazifismus zurück, den viele Pfingstler pflegten. Sie setzte ihre Kraft daran, ihren Staat zu unterstützen, um den Krieg zu gewinnen. Die Bibel sei gegen Mein Kampf, das Kreuz gegen Swastika und Gott gegen den japanischen Antichrist. Es sei keine Zeit mehr für Pazifismus. Der Angelus Temple wurde selbst ein Symbol für die Opfer, die für den Krieg an der Heimatfront gebracht wurden. Falls nötig, so wurde verlautbart, könnte das Gebäude als Luftschutzbunker genutzt werden. Die markante weiße Kuppel wurde schwarz übermalt, und die Buntglasfenster wurden abgedeckt. Wie alle anderen Gebäude in der Stadt durfte kein Fenster nachts Licht nach außen dringen lassen. Eines Abends im Mai 1942 fuhr McPherson selbst mit einer Pferdekutsche am Angelus Temple vor, um auf die Notwendigkeit hinzuweisen, Öl und Gummi zu sparen.
Gummi- und andere Sammlungen wurden organisiert und die Radiostation, KFSG, stellte dem Office of War Information unbegrenzte Sendezeit zur Verfügung. McPherson forderte ihre Gemeindemitglieder auf, zwei Stunden täglich Bandagen zu verpacken und Blut zu spenden. Geld wurde gesammelt, um Militärstationen mit Möbeln und Radios auszustatten. Newsweek veröffentlichte am 19. Juli 1943 einen Artikel über McPherson, „The World's Greatest Living Minister“, in dem man lesen konnte, dass sie bereits 2800 „pints of blood“ für das Rote Kreuz gesammelt habe; Soldaten wurden im Gottesdienst besonders begrüßt und der Höhepunkt war, wenn sie The Star-Spangled Banner vorlas.
Soldaten schenkte sie Bibeln mit ihrem Autogramm. Dabei entdeckte sie, dass diese oft keinen Bezug zur Kirche und keine eigene Bibel hatten. „What a privilege it was to invite the servicemen present in every Sunday night meeting to come to the platform, where I greeted them, gave each one a New Testament, and knelt in prayer with them for their spiritual needs, and God’s guidance and protection on their lives. Later, when the altar call would be given, many of these same servicemen would make another trip to the platform publicly to receive Jesus Christ as their personal savior.“
Sie schimpfte über Adolf Hitler und Hideki Tōjō und engagierte sich in Promotionen für Kriegsanleihen. Pershing Squares Victory House in Los Angeles hatte nie zuvor einen größeren Menschenauflauf gesehen. McPherson verkaufte Anleihen im Wert von 150.000 $ in einer Stunde am 20. Juni 1942 und brach damit alle vorhergehenden Rekorde. Dann wiederholte sie den Erfolg am 4. Juli 1944. Die U.S. Treasury gab ihr eine Belobigung und die Armee machte sie zum Honorary Colonel (deutsch: Ehrenmajor).
Ihre Predigten in der Kriegszeit verbanden oft die Kirche mit amerikanischem Patriotismus. McPherson sprach Militärangehörige an in der Überzeugung, dass ein Vorgehen gegen die Achsenmächte längst überfällig sei. Sie vertrat die Ansicht, dass Kirchen, Familien, und alles was Christen lieb und teuer ist, in Gefahr seien, völlig ausgelöscht zu werden.
McPherson übernahm die Strategie des Totalen Krieges, was sie in Kritik brachte. Die Grenze zwischen der Kirche als unabhängiger moralischer und kritischer Autorität, und der Regierung ging verloren. Im Gegenteil entstand der Eindruck, dass Kirche und Regierung eng zusammenspielen. Verbrechen an japanischen Amerikanern während ihrer Gefangenschaft in Relocation Camps wurden beispielsweise unter den Teppich gekehrt. Darüber hinaus untersagte sie auch der Gemeinde Christen zu unterstützen, die als Pazifisten lebten. Schließlich wurde in den Veröffentlichungen der Kirche die Klausel über den Pazifismus komplett gestrichen.

## Tod

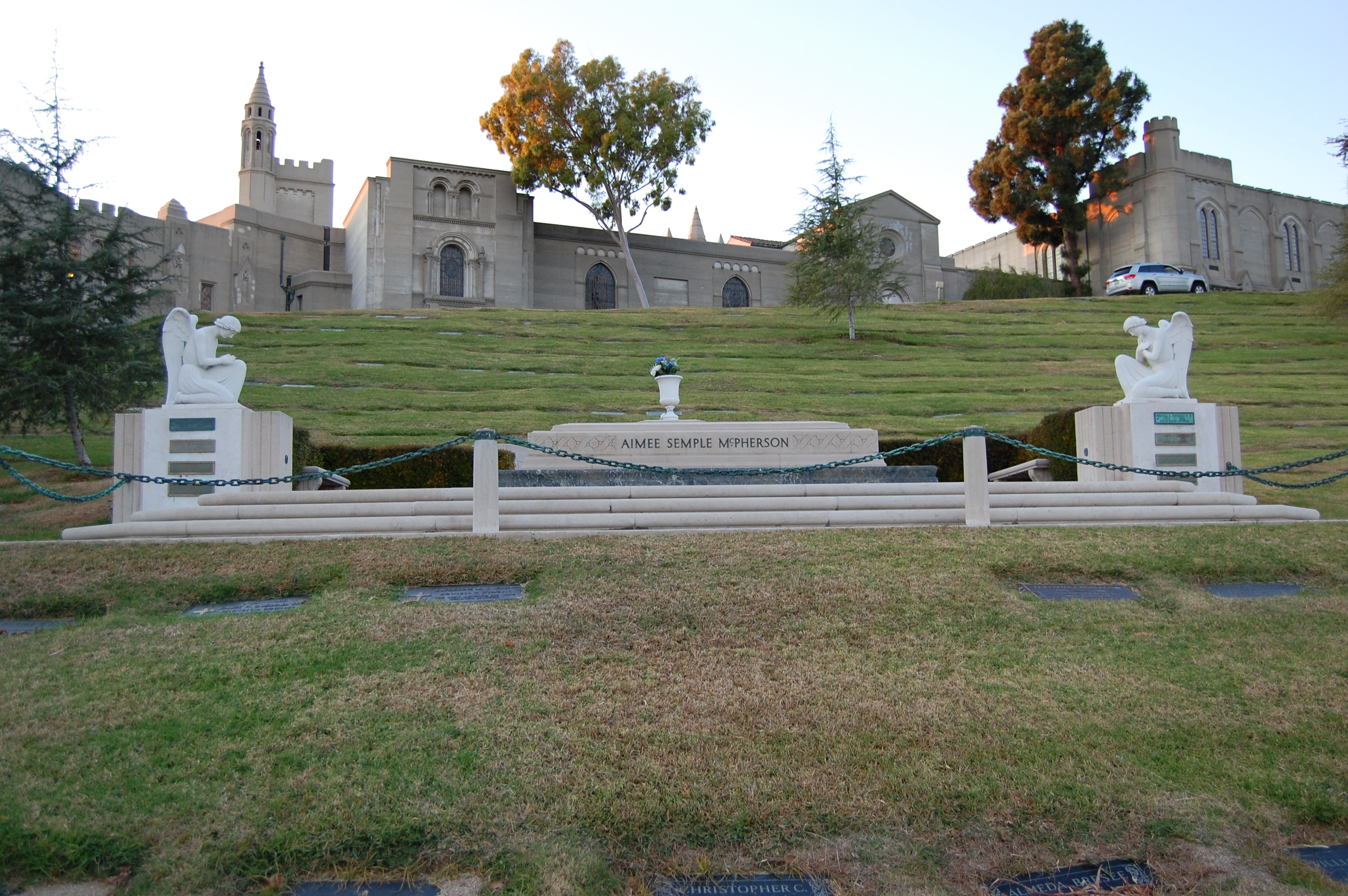
McPhersons Grab auf dem Forest Lawn Cemetery, Glendale

Am 26. September 1944 reiste McPherson nach Oakland, Kalifornien, um dort Erweckungsveranstaltungen abzuhalten und ihre beliebten Geschichten ihres Lebens vorzutragen. Als ihr Sohn am folgenden Morgen gegen 10:00 Uhr ihr Hotelzimmer betrat, fand er sie bewusstlos mit Tabletten und einer halbleeren Pillenflasche. Sie verstarb gegen 11:15 Uhr. Später wurde bekannt, dass sie ihren Arzt am Morgen angerufen hatte, weil sie sich durch die Medizin unwohl fühlte. Er war jedoch zu dieser Zeit an einer Operation und konnte nicht gestört werden. Danach rief sie einen weiteren Doktor an, der sie an den nächsten Arzt verwies. Sie verlor jedoch das Bewusstsein, bevor sie diesen Anruf tätigen konnte.
Die Autopsie konnte die Todesursache nicht letztgültig klären. McPherson hatte nach verschiedenen gesundheitlichen Problemen Schlaftabletten bekommen. Ein Wirkstoff der Tabletten in ihrem Hotelzimmer war Seconal, ein starkes Betäubungsmittel, das nicht für sie verschrieben worden war. Woher sie es bekommen hatte, blieb unbekannt.
Der Gerichtsmediziner mutmaßte, dass eine versehentliche Überdosis mit damit verbundenem Nierenversagen die Todesursache gewesen sei. Offiziell ist die Todesursache unbekannt.
Im Angelus Temple standen 45.000 Menschen Schlange, um ihr die letzte Ehre zu erweisen, als sie dort drei Tage lang aufgebahrt war. Man benötigte elf Lastwagen um die Blumen im Wert von 50.000 $ auf den Friedhof zu bringen, und auf dem Friedhof gingen so viele Blumenlieferungen ein, wie das letzte Mal nach dem Tod von Will Roger.
Marcus Bach, ein Beobachter schrieb:

“Roberta, who had married an orchestra director, flew in from New York. Ma Kennedy was at the grave, Rheba Crawford Splivalo had returned to say that there was never a greater worker for God than Sister.  A thousand ministers of the Foursquare Gospel paid their tearful tribute. The curious stood by impressed. The poor who had always been fed at Angelus were there, the lost who had been spirit-filled, the healed, the faithful here they were eager to immortalize the Ontario farm girl who loved the Lord. Here they laid the body of Sister Aimee to rest in the marble sarcophagus guarded by two great angels on Sunrise slope.”

„Roberta, die einen Orchesterleiter geheiratet hatte, flog von New York her. Ma Kennedy war am Grab, Rheba Crawford Splivalo war zurückgekommen, um zu sagen, dass es niemals eine größere Arbeiterin für Gott gab als Sister. Tausend Pastoren der Foursquare Gospel Church zollten ihr Tribut. Die Neugierigen standen beeindruckt dabei. Die Armen, die immer im Angelus Temple gespeist worden waren, die Verlorenen, die geisterfüllt worden waren, die Geheilten, die Gläubigen hier waren ernsthaft bestrebt, das Bauernmädchen aus Ontario, das Gott liebte, unsterblich zu machen. Hier legten sie den Körper von Sister Aimee in den Marmor-Sarkophag, der von zwei Engeln bewacht wird, in Sunrise Slope.“

Gelder in Höhe vieler Millionen waren durch McPhersons Hände gegangen. Als man ihr persönliches Vermächtnis berechnete, kam man jedoch nur auf 10.000 $. Ihre Tochter Roberta erhielt 2000 $ ihr Sohn Rolf das übrige. Im Gegensatz dazu hatte ihre Mutter Mildred Kennedy 1927 eine Abfindung in Höhe von 200.000 $ in Geld und Besitz erhalten. Die Foursquare Church selbst war zu der Zeit 2,8 Millionen $ wert.
McPherson wurde auf dem Forest Lawn Memorial Park Cemetery in Glendale beigesetzt. Nach ihrem Tod führte ihr Sohn Rolf 44 Jahre lang die Foursquare Gospel Church. Heute verzeichnet die Kirche 7,9 Millionen Mitglieder weltweit.

## Wirkung

### Werk
McPhersons Werk blühte selbst noch im Angesicht von Skandalen. Die Zeitungen, die einerseits McPherson Ruhm und Botschaft verbreiteten, wurden reich durch reale und fiktive Skandalnachrichten. Nach ihrem Tod wurde weitgehend das negative Bild gepflegt. und bleibt bis heute die vorherrschende Berichterstattung.
Robert P. Shuler, dessen harsche Kritik mit den Jahren weicher wurde, schrieb, dass er nicht verstehen könne, wie Gott solch eine Person benutzen konnte. Sie hatte seiner Meinung nach eine Unzahl von Fehlern, aber letztendlich hatte sie einen positiven Einfluss auf das Christentum. Er schätzte ihren Versuch, sich mit dem Durchschnittsbürger zu identifizieren, genauso wie ihre Fähigkeit, das Evangelium in einfachen Worten zu erklären und die Menschen unwiderstehlich zu ihren Gottesdiensten zu ziehen.
Ihr Vermächtnis geht weit über den Glamour von Hollywood hinaus. Denn sie bezog ihre Zuhörerschaft persönlich ein, sie bildete Tausende von Pastoren aus und leitete Verbindungen zu Kirchen in aller Welt ein. Sie veränderte den evangelischen Glauben, so dass er relevant blieb für die amerikanische Kultur.

### Nachfolger
In Fresno wurde 1924 die neunjährige Uldine Utley (1912–1995) eine glühende Anhängerin. Nachdem sie McPhersons dramatische Nacherzählung der Geschichte von David und Goliat gehört hatte, übergab das Mädchen tränenreich sein Leben Christus. Sie wollte ein kleiner David für den Herrn im Kampf gegen Goliat sein. Ihre Eltern waren ihre Manager, und sie machte sich auf, zu Millionen Menschen zu predigen. Oft benutzte sie ähnliche Metaphern wie McPherson, zum Beispiel die Rose von Scharon oder Bildworte zur „Bride of Christ“.
Zwei Jahre später war John Sung in New York in einer geistlichen Krise er wollte eigentlich den Pastor I. M. Haldeman hören, aber die Predigt hielt die 11-jährige Utley. Sung war tief beeindruckt und suchte nach einer ähnlich starken Vollmacht. Als er nach China zurückgekehrt war, erreichte er innerhalb von drei Jahren etwa 100.000 Menschen. Auch die Evangelisationen von Utley und Sung waren von Geistheilungen begleitet.
Zusammen mit Billy Sunday wurden McPherson und Utley 1927 zu den wichtigsten Evangelisten gezählt. John Sung wurde als der „John Wesley of China“, oder als „Billy Graham of China“ bezeichnet.
Die Mutter von Edwin Louis Cole war eine Studentin des Life Bible College. Cole selbst nahm an verschiedenen Veranstaltungen des Angelus Temple teil. Cole wurde später der Gründer des Christian Men's Network und beeinflusste beispielsweise Bill McCartney (Promise Keepers), Pat Robertson (The 700 Club), John Maxwell (Injoy Ministries), Kenneth Copeland, Oliver North und selbst Chuck Norris.
Im Gegenzug zu den Strömungen des liberalen Christentums, das viele biblische Wundererzählungen für abergläubische Übertreibungen hielt, vermittelte McPherson ein Christentum, das die biblischen Texte voll in Anspruch nahm, und in dem auch heute noch Wunder erlebbar sind. Ihre ökumenischen Ansätze unterstützten die Pfingstkirchen darin, ihren Glauben im Kontext der christlichen Dogmatik besser zu erklären. Auch traditionelle Kirchen wurden mit den ungewöhnlichen Geistesgaben konfrontiert und begannen, von den Techniken der pfingstlerischen Erweckungsbewegungen zu lernen. Dadurch wurden viele Entwicklungen der Charismatischen Bewegung vorweggenommen.
In Bezug auf die Frauenbewegung war McPherson eine Vorreiterin, weil sie zeitgenössischen Normen schlicht missachtete. Frauen als Predigerinnen und als Geschiedene waren in vielen fundamentalistischen Kirchen undenkbar. Aber ihr Erfolg konnte nicht bestritten werden. Währenddessen sortierte die säkulare Gesellschaft Frauen entweder als viktorianische Ladies oder als Huren ein. McPherson ließ sich in keine der beiden Kategorien stecken. Der Atheist Charles Lee Smith sagte über McPherson kurz vor einer Diskussionsrunde öffentlich, dass sie einen außerordentlichen Verstand habe, „besonders für eine Frau.“
Ihr ständiges Bestreben, Allianzen zwischen Gemeinden zu bilden, führte erst nach ihrem Tod zum Erfolg. Die Foursquare Gospel Church wurde 1952 in die National Association of Evangelicals aufgenommen und von da an arbeiteten die Gemeindeleiter daran, den Pentecostal World Fellowship aufzubauen. Damit wurde die Pfingstbewegung, die früher von Separatismus lebte und am Rande des Protestantismus stand, zu einem Teil der christlichen Mitte und fasste auf allen Ebenen der amerikanischen Gesellschaft Fuß.

## Populärkultur
McPherson wurde in vielen literarischen Werken zitiert und verarbeitet:
- Die Figur der Sharon Falconer in Sinclair Lewis’ Elmer Gantry von 1926.[215]
- Die Evangelistin Big Sister in Nathanael Wests The Day of the Locust.
- Upton Sinclair war von ihrer Geschichte fasziniert. Er verfasste ein Gedicht über ihre zweifelhafte Entführung (An Evangelist Drowns), zitierte sie in seinem Roman Oil! von 1927 als Eli Watkins, eine korrupte Kleinstadt-Pastorin.
- Im Film There Will Be Blood von 2007 heißt diese Figur Eli Sunday.[216]
- Evelyn Waugh ließ sie als Mrs. Melrose Ape in ihrem satirischen Roman Vile Bodies (1930) auftreten.
- Das Vanity Fair vertrieb eine satirische Papier-Anziehpuppe mit ihren Zügen.[217]
- Sie trat auch in The Voice of Hollywood No. 9 (1930), einer Dokumentation von Tiffany Studios auf.[218]
- Frank Capras Film The Miracle Woman (1931) mit Barbara Stanwyck und nach der Vorlage von John Meehans Theaterstück Bless You, Sister basierte auf ihrer Biographie.
- Die Figur der „Sensuous Sermonizer“ Reno Sweeney in Cole Porters Musical Anything Goes (1934) wird ihr zugeschrieben.
- Agnes Mooreheads Rolle als Sister Alma im Thriller What's the Matter with Helen? von 1971.
- Ein Fernsehfilm über die Ereignisse ihrer Entführung The Disappearance of Aimee (1976) zeigte Faye Dunaway als McPherson und Bette Davis als ihre Mutter.
- 2006 wurde der Film Aimee Semple McPherson von Richard Rossi gedreht. Er schuf auch den Kurzfilm Saving Sister Aimee (2001, auch: „Sister Aimee: The Aimee Semple McPherson Story“) Rossi verfasste auch das preisgekrönte Stück „Sister Aimee“ (2009 Bottletree One-Act Competition)[219] broadway.com
- Die Dokumentation Sister Aimee in der PBS-Serie American Experience wurde 2007 ausgestrahlt.[146]
- In dem Roman Back in the USA taucht sie als Secretary of Manpower Resources unter Präsident Al Capone auf.
- Der Roman Escape from Hell von Larry Niven und Jerry Pournelle (Tor, 2009) beschreibt Sister Aimee in der Hölle nach ihrem Tod als Führerin und Heilige, die die Verdammten aus der Hölle geleitet.
- Das Musical Saving Aimee (Scandalous) stammt von Kathie Lee Gifford (Musik: David Friedman und David Pomeranz); 2011, 5th Avenue Theatre in Seattle; 2012 Neil Simon Theater on Broadway.
- An Evangelist Drowns (2007) ein Ein-Frauen-Stück über ihr Leben mit erfundenen Berichten über die Beziehungen zu Charlie Chaplin und David Hutton
- Aimee Semple Mcpherson and the Resurrection of Christian America (2007, Biographie von Matthew Avery Sutton)
- „La disparition de Soeur Aimee“ (2011) In: Crimes et Procès Sensationnels à Los Angeles, Nausica Zaballos, S. 103–140, Paris, E-Dite, ISBN 978-2-84608-310-2
- Im Song „Hooray for Hollywood“ (von Johnny Mercer, aus dem Film Hollywood Hotel) wird sie erwähnt: „Where anyone at all from Shirley Temple to Aimee Semple is equally understood.“[220][221]
- „Aimee: The Gospel Gold Digger“, (1932, John D Goben.)
- Das Theaterstück The Wide Open Ocean, ein Vaudeville-Stück, wurde im The Actors’ Gang-Theater in Los Angeles aufgeführt (von Laural Meade).[222]
- Spit Shine Glisten, (2013) basiert lose auf dem Leben von McPherson. Es wurde am California Institute of the Arts in Valencia, California aufgeführt.[223][224]
- Das Musical, Vanishing Point, (Rob Hartmann, Liv Cummins, & Scott Keys) verbindet die Leben von McPherson, Fliegerin Amelia Earhart und Krimischriftstellerin Agatha Christie. Uraufführung 2010 an der Carnegie Mellon School of Drama in Pittsburgh, Pennsylvania.